# Liste des membres des équipes de Vengeurs
Pour un article plus général, voir Vengeurs.
Cet article recense tous les super-héros de l'univers Marvel ayant appartenu aux Vengeurs (Avengers en anglais).

## Groupes de 1963 à 2004
L'histoire des Vengeurs est racontée jusqu'en 2004 dans une unique série, en trois volumes : Avengers vol. 1, Avengers vol. 2 et enfin Avengers vol. 3.

### Groupe principal

#### Avengersvol. 1 no1-50 (1963-1968)
| Nom                       | Alias                     | Numéro où le héros rejoint l'équipe                           | Moment/numéro où le héros quitte l'équipe                      | Commentaire                                  |
| ------------------------- | ------------------------- | ------------------------------------------------------------- | -------------------------------------------------------------- | -------------------------------------------- |
| Tony Stark                | Iron Man                  | Avengers vol. 1 no1 Avengers Annual vol. 1 no1                | Avengers vol. 1 no16 Avengers vol. 1 no45                      | Membre fondateur                             |
| Thor Odinson/Donald Blake | Thor                      | Avengers vol. 1 no1 Avengers Annual vol. 1 no1                | Avengers vol. 1 no16 Avengers vol. 1 no45                      | Membre fondateur                             |
| Bruce Banner              | Hulk                      | Avengers vol. 1 no1                                           | Avengers vol. 1 no2                                            | Membre fondateur                             |
| Hank Pym                  | Ant-Man/Giant-Man/Goliath | Avengers vol. 1 no1 Avengers vol. 1 no28                      | Avengers vol. 1 no16 /                                         | Membre fondateur                             |
| Janet van Dyne            | La Guêpe                  | Avengers vol. 1 no1 Avengers vol. 1 no28                      | Avengers vol. 1 no16 /                                         | Membre fondateur                             |
| Steve Rogers              | Captain America           | Avengers vol. 1 no4 Avengers vol. 1 no23 Avengers vol. 1 no42 | Avengers vol. 1 no22 Avengers vol. 1 no38 Avengers vol. 1 no47 | Considéré comme un membre fondateur. Leader. |
| Clint Barton              | Hawkeye                   | Avengers vol. 1 no16                                          | /                                                              |                                              |
| Wanda Maximoff            | La Sorcière Rouge         | Avengers vol. 1 no16 Avengers vol. 1 no37                     | Avengers vol. 1 no31 Avengers vol. 1 no49                      |                                              |
| Pietro Maximoff           | Vif-Argent                | Avengers vol. 1 no16 Avengers vol. 1 no37                     | Avengers vol. 1 no31 Avengers vol. 1 no49                      |                                              |
| Jacques Duquesne          | Le Spadassin              | Avengers vol. 1 no20                                          | Avengers vol. 1 no20                                           | En fait un infiltré.                         |
| Hercules Panhellenios     | Hercule                   | Avengers vol. 1 no45                                          | Avengers vol. 1 no50                                           |                                              |

#### Avengersvol. 1 no51-100 (1968-1972)
L'épisode 100 regroupe les 14 personnages ayant fait partie des Vengeurs depuis le début de la série .
| Nom                       | Alias                   | Numéro où le héros rejoint l'équipe        | Moment/numéro où le héros quitte l'équipe  | Commentaire |
| ------------------------- | ----------------------- | ------------------------------------------ | ------------------------------------------ | ----------- |
| Clint Barton              | Hawkeye/Goliath         | Avengers vol. 1 no16                       | /                                          |             |
| Hank Pym                  | Goliath/Pourpoint Jaune | Avengers vol. 1 no28 Avengers vol. 1 no100 | Avengers vol. 1 no75 Avengers vol. 1 no100 |             |
| Janet van Dyne            | La Guêpe                | Avengers vol. 1 no28 Avengers vol. 1 no100 | Avengers vol. 1 no75 Avengers vol. 1 no100 |             |
| T'Challa                  | La Panthère Noire       | Avengers vol. 1 no52 Avengers vol. 1 no100 | Avengers vol. 1 no88 Avengers vol. 1 no100 |             |
|                           | La Vision               | Avengers vol. 1 no58                       | /                                          |             |
| Tony Stark                | Iron Man                | Avengers vol. 1 no66                       | /                                          |             |
| Thor Odinson/Donald Blake | Thor                    | Avengers vol. 1 no66                       | /                                          |             |
| Steve Rogers              | Captain America         | Avengers vol. 1 no69                       | /                                          |             |
| Dane Whitman              | Le Chevalier Noir       | Avengers vol. 1 no71 Avengers vol. 1 no100 | Avengers vol. 1 no88 Avengers vol. 1 no100 |             |
| Wanda Maximoff            | La Sorcière Rouge       | Avengers vol. 1 no76                       | /                                          |             |
| Pietro Maximoff           | Vif-Argent              | Avengers vol. 1 no76                       | /                                          |             |
| Hercules Panhellenios     | Hercule                 | Avengers vol. 1 no98                       | Avengers vol. 1 no100                      |             |
| Jacques Duquesne          | Le Spadassin            | Avengers vol. 1 no100                      | Avengers vol. 1 no100                      |             |
| Bruce Banner              | Hulk                    | Avengers vol. 1 no100                      | Avengers vol. 1 no100                      |             |

#### Avengersvol. 1 no101-150 (1972-1976)
| Nom                       | Alias             | Numéro où le héros rejoint l'équipe                 | Moment/numéro où le héros quitte l'équipe   | Commentaire |
| ------------------------- | ----------------- | --------------------------------------------------- | ------------------------------------------- | ----------- |
| Clint Barton              | Hawkeye           | Avengers vol. 1 no16 Giant-Size Avengers vol. 1 no2 | Avengers vol. 1 no109 Avengers vol. 1 no147 |             |
|                           | La Vision         | Avengers vol. 1 no58                                | /                                           |             |
| Tony Stark                | Iron Man          | Avengers vol. 1 no66                                | /                                           |             |
| Thor Odinson/Donald Blake | Thor              | Avengers vol. 1 no66                                | Avengers vol. 1 no150                       |             |
| Steve Rogers              | Captain America   | Avengers vol. 1 no69 Avengers vol. 1 no141          | Avengers vol. 1 no126 /                     |             |
| Wanda Maximoff            | La Sorcière Rouge | Avengers vol. 1 no76                                | /                                           |             |
| Pietro Maximoff           | Vif-Argent        | Avengers vol. 1 no76                                | Avengers vol. 1 no104                       |             |
| T'Challa                  | La Panthère Noire | Avengers vol. 1 no105                               | Avengers vol. 1 no126                       |             |
| Natasha Romanoff          | La Veuve Noire    | Avengers vol. 1 no111                               | Avengers vol. 1 no112                       |             |
| Mantis                    | Madone céleste    | Avengers vol. 1 no114                               | Giant-Size Avengers vol. 1 no4              |             |
| Jacques Duquesne          | Le Spadassin      | Avengers vol. 1 no114                               | Giant-Size Avengers vol. 1 no2              |             |
| Hank Pym                  | Pourpoint Jaune   | Avengers vol. 1 no137                               | /                                           |             |
| Janet van Dyne            | La Guêpe          | Avengers vol. 1 no137                               | /                                           |             |
| Hank McCoy                | Fauve             | Avengers vol. 1 no138                               | /                                           | Postulant   |
| Heather Douglas           | Dragon-lune       | Avengers vol. 1 no138                               | /                                           | Postulante  |
| Patsy Walker              | Hellcat           | Avengers vol. 1 no150                               | /                                           | Postulante  |

#### Avengersvol. 1 no151-200 (1976-1980)
| Nom                       | Alias                   | Numéro où le héros rejoint l'équipe                              | Moment/numéro où le héros quitte l'équipe     | Commentaire                  |
| ------------------------- | ----------------------- | ---------------------------------------------------------------- | --------------------------------------------- | ---------------------------- |
|                           | La Vision               | Avengers vol. 1 no58                                             | /                                             |                              |
| Tony Stark                | Iron Man                | Avengers vol. 1 no66                                             | /                                             |                              |
| Wanda Maximoff            | La Sorcière Rouge       | Avengers vol. 1 no76 Avengers vol. 1 no187 Avengers vol. 1 no200 | Avengers vol. 1 no183 Avengers vol. 1 no192 / |                              |
| Hank Pym                  | Pourpoint Jaune/Ant-Man | Avengers vol. 1 no137 Avengers vol. 1 no198                      | Avengers vol. 1 no181 /                       |                              |
| Janet van Dyne            | La Guêpe                | Avengers vol. 1 no137                                            | /                                             |                              |
| Hank McCoy                | Fauve                   | Avengers vol. 1 no138                                            | /                                             | Postulant, puis membre actif |
| Heather Douglas           | Dragon-lune             | Avengers vol. 1 no138                                            | Avengers vol. 1 no151                         | Postulante                   |
| Steve Rogers              | Captain America         | Avengers vol. 1 no141                                            | /                                             |                              |
| Patsy Walker              | Hellcat                 | Avengers vol. 1 no150                                            | Avengers vol. 1 no151                         | Postulante                   |
| T'Challa                  | La Panthère Noire       | Avengers vol. 1 no159                                            | Avengers vol. 1 no181                         |                              |
| Thor Odinson/Donald Blake | Thor                    | Avengers vol. 1 no166 Avengers vol. 1 no200                      | Avengers vol. 1 no181 /                       |                              |
| Clint Barton              | Hawkeye                 | Avengers vol. 1 no172                                            | Avengers vol. 1 no181                         |                              |
| Carol Danvers             | Ms. Marvel              | Avengers vol. 1 no183                                            | Avengers vol. 1 no200                         |                              |
| Sam Wilson                | Le Faucon               | Avengers vol. 1 no184                                            | Avengers vol. 1 no194                         |                              |
| Simon Williams            | Wonder Man              | Avengers vol. 1 no187 Avengers vol. 1 no194                      | Avengers vol. 1 no189                         |                              |

#### Avengersvol. 1 no201-250 (1980-1984)
| Nom                       | Alias             | Numéro où le héros rejoint l'équipe         | Moment/numéro où le héros quitte l'équipe             | Commentaire                     |
| ------------------------- | ----------------- | ------------------------------------------- | ----------------------------------------------------- | ------------------------------- |
| Victor Shade              | La Vision         | Avengers vol. 1 no58 Avengers vol. 1 no242  | Avengers vol. 1 no211 /                               |                                 |
| Tony Stark                | Iron Man          | Avengers vol. 1 no66                        | Avengers vol. 1 no228                                 |                                 |
| Janet van Dyne            | La Guêpe          | Avengers vol. 1 no137                       | /                                                     |                                 |
| Hank McCoy                | Fauve             | Avengers vol. 1 no138                       | Avengers vol. 1 no211                                 | Postulant, puis membre actif    |
| Steve Rogers              | Captain America   | Avengers vol. 1 no141                       | /                                                     |                                 |
| Simon Williams            | Wonder Man        | Avengers vol. 1 no194                       | Avengers vol. 1 no211                                 |                                 |
| Hank Pym                  | Pourpoint Jaune   | Avengers vol. 1 no198 Avengers vol. 1 no211 | Avengers vol. 1 no201 Avengers vol. 1 no213           |                                 |
| Wanda Maximoff            | La Sorcière Rouge | Avengers vol. 1 no200 Avengers vol. 1 no235 | Avengers vol. 1 no211 /                               |                                 |
| Thor Odinson/Donald Blake | Thor              | Avengers vol. 1 no200 Avengers vol. 1 no210 | Avengers vol. 1 no201 Avengers vol. 1 no234           |                                 |
| Clint Barton              | Hawkeye           | Avengers vol. 1 no200 Avengers vol. 1 no221 | Avengers vol. 1 no204 Avengers vol. 1 no243           |                                 |
| Greer Nelson              | Tigra             | Avengers vol. 1 no211                       | Avengers vol. 1 no216                                 |                                 |
| Jennifer Walters          | Miss Hulk         | Avengers vol. 1 no221                       | Les Guerres secrètes (avant le Avengers vol. 1 no243) | Rejoint les Quatre Fantastiques |
| Monica Rambeau            | Captain Marvel    | Avengers vol. 1 no227                       | /                                                     |                                 |
| Eros                      | Starfox           | Avengers vol. 1 no232                       | /                                                     |                                 |
| Hercules Panhellenios     | Hercule           | Avengers vol. 1 no250                       | /                                                     |                                 |

#### Avengersvol. 1 no251-297 (1984-1988)
L'équipe est mis en veille lors des évènements d'Inferno.
| Nom                       | Alias              | Numéro où le héros rejoint l'équipe         | Moment/numéro où le héros quitte l'équipe   | Commentaire |
| ------------------------- | ------------------ | ------------------------------------------- | ------------------------------------------- | ----------- |
| Janet van Dyne            | La Guêpe           | Avengers vol. 1 no137 Avengers vol. 1 no255 | Avengers vol. 1 no251 Avengers vol. 1 no278 |             |
| Steve Rogers              | Captain America    | Avengers vol. 1 no141                       | Avengers vol. 1 no285                       |             |
| Monica Rambeau            | Captain Marvel     | Avengers vol. 1 no227                       | Avengers vol. 1 no294                       |             |
| Eros                      | Starfox            | Avengers vol. 1 no232                       | Avengers vol. 1 no261                       |             |
| Wanda Maximoff            | La Sorcière Rouge  | Avengers vol. 1 no235                       | Avengers vol. 1 no255                       |             |
| Victor Shade              | La Vision          | Avengers vol. 1 no242                       | Avengers vol. 1 no255                       |             |
| Hercules Panhellenios     | Hercule            | Avengers vol. 1 no250                       | Avengers vol. 1 no276                       |             |
| Dane Whitman              | Le Chevalier Noir  | Avengers vol. 1 no256                       | Avengers vol. 1 no297                       |             |
| Namor McKenzie            | Le Prince des Mers | Avengers vol. 1 no262 Avengers vol. 1 no282 | Avengers vol. 1 no270 Avengers vol. 1 no293 |             |
| Thor Odinson/Donald Blake | Thor               | Avengers vol. 1 no277 Avengers vol. 1 no291 | Avengers vol. 1 no285 Avengers vol. 1 no297 |             |
| Anthony Druid             | Doctor Druid       | Avengers vol. 1 no278                       | Avengers vol. 1 no297                       |             |
| Jennifer Walters          | Miss Hulk          | Avengers vol. 1 no278                       | Avengers vol. 1 no297                       |             |
| Marrina Smallwood         | Marrina            | Avengers vol. 1 no286                       | Avengers vol. 1 no291                       |             |

#### Avengersvol. 1 no300-350 (1988-1992)
Beaucoup de membres des Vengeurs à l'époque ne quittent pas l'équipe mais deviennent réservistes, ce qui rend difficile de dire quand un membre quitte son rôle de Vengeur.
| Nom                       | Alias               | Numéro où le héros rejoint l'équipe | Moment/numéro où le héros quitte l'équipe | Commentaire                                          |
| ------------------------- | ------------------- | ----------------------------------- | ----------------------------------------- | ---------------------------------------------------- |
| Steve Rogers              | Captain America     | Avengers vol. 1 no300               | ?                                         |                                                      |
| Thor Odinson/Donald Blake | Thor                | Avengers vol. 1 no300               | ?                                         | Fusionne avec Eric Masterson                         |
| Gilgamesh                 | L'Oublié            | Avengers vol. 1 no300               | Avengers vol. 1 no309                     |                                                      |
| Red Richards              | Mr. Fantastic       | Avengers vol. 1 no300               | Avengers vol. 1 no303                     |                                                      |
| Susan Storm               | La Femme Invisisble | Avengers vol. 1 no300               | Avengers vol. 1 no303                     |                                                      |
| T'Challa                  | La Panthère Noire   | Avengers vol. 1 no305               | Après Avengers vol. 1 no310               | Devient Réserviste (Avengers vol. 1 no335)           |
| Namor McKenzie            | Le Prince des Mers  | Avengers vol. 1 no305               | Après Avengers vol. 1 no310               |                                                      |
| Jennifer Walters          | Miss Hulk           | Avengers vol. 1 no305               | /                                         |                                                      |
| Wendell Vaughn            | Quasar              | Avengers vol. 1 no305               | /                                         |                                                      |
| Victor Shade              | La Vision           | Avant Avengers vol. 1 no312         | /                                         |                                                      |
| Sam Wilson                | Le Faucon           | Avant Avengers vol. 1 no312         |                                           | Devient Réserviste (Avengers vol. 1 no329)           |
| Circé                     |                     | Avengers vol. 1 no314               | /                                         |                                                      |
| Tony Stark                | Iron Man            | Avengers vol. 1 no314               | Avengers vol. 1 no329                     |                                                      |
| Peter Parker              | Spider-Man          | Avengers vol. 1 no316               |                                           | Devient Réserviste (Avengers vol. 1 no329)           |
| Walter Newell             | Manta               | Avengers vol. 1 no319               | Avant Avengers vol. 1 no329               |                                                      |
| Natasha Romanoff          | La Veuve Noire      | Avengers vol. 1 no329               |                                           |                                                      |
| Elvin Haliday             | Rage                | Avengers vol. 1 no329               | ?                                         | Réserviste puis membre actif                         |
| William Baker             | L'Homme-Sable       | Avengers vol. 1 no329               |                                           | Réserviste                                           |
| Monica Rambeau            | Captain Marvel      | Avengers vol. 1 no329               |                                           | Réserviste                                           |
| Hercules Panhellenios     | Hercule             | Avengers vol. 1 no329               |                                           | Réserviste puis membre actif                         |
| Dane Whitman              | Le Chevalier Noir   | Avengers vol. 1 no329               |                                           | Réserviste puis membre actif                         |
| Hank McCoy                | Fauve               | Avengers vol. 1 no335               |                                           | Réserviste                                           |
| Crystal Amaquelin         | Crystal             | Avengers vol. 1 no337               |                                           | Réserviste puis membre actif (Avengers vol. 1 no343) |
| Eric Masterson            | Thor                | Avengers vol. 1 no343               |                                           |                                                      |

#### Avengersvol. 1 no351-402 (1992-1996)
Beaucoup de membres des Vengeurs à l'époque ne quittent pas l'équipe mais deviennent réservistes, ce qui rend difficile de dire quand un membre quitte son rôle de Vengeur.
| Nom                   | Alias              | Numéro où le héros rejoint l'équipe         | Moment/numéro où le héros quitte l'équipe | Commentaire                                          |
| --------------------- | ------------------ | ------------------------------------------- | ----------------------------------------- | ---------------------------------------------------- |
| Victor Shade          | La Vision          | Avant Avengers vol. 1 no312                 | Onslaught                                 |                                                      |
| Circé                 |                    | Avengers vol. 1 no314                       | Avengers vol. 1 no375                     |                                                      |
| Natasha Romanoff      | La Veuve Noire     | Avengers vol. 1 no329                       | Onslaught                                 |                                                      |
| Hercules Panhellenios | Hercule            | Avengers vol. 1 no329                       | Onslaught                                 |                                                      |
| Dane Whitman          | Le Chevalier Noir  | Avengers vol. 1 no329                       | Avengers vol. 1 no375                     |                                                      |
| Crystalia Amaquelin   | Crystal            | Avengers vol. 1 no337                       | Onslaught                                 | Réserviste puis membre actif (Avengers vol. 1 no343) |
| Eric Masterson        | Thor/Thunderstrike | Avengers vol. 1 no343 Avengers vol. 1 no374 | Avengers vol. 1 no356                     |                                                      |
| Steve Rogers          | Captain America    | Avengers vol. 1 no360                       | Onslaught                                 |                                                      |
| Hank Pym              | Giant-Man          | Avengers vol. 1 no367                       | Onslaught                                 |                                                      |
| Pietro Maximoff       | Vif-Argent         | Avengers vol. 1 no372                       | Onslaught                                 |                                                      |
| Sharra Neramani       | Deathcry           | Avengers vol. 1 no363                       | Avengers vol. 1 no399                     | Membre associé                                       |
| Phillip Jarvet        | Swordsman          | Avengers vol. 1 no343                       | Onslaught                                 | Membre associé                                       |
| Marissa Darrow        | Magdalene          | Avengers vol. 1 no343                       | Avengers vol. 1 no391                     | Membre associé                                       |
| Clint Barton          | Hawkeye            | Avengers vol. 1 no397                       | Onslaught                                 |                                                      |
| Wanda Maximoff        | La Sorcière Rouge  | Avengers vol. 1 no397                       | Onslaught                                 |                                                      |
| Giuletta Nefaria      | Masque             | Crossing                                    | Avengers vol. 1 no399                     |                                                      |
| Tony Stark            | Iron Man           | Crossing                                    | Onslaught                                 |                                                      |

#### Avengersvol. 2 (1996-1997)
La série prend place dans l'univers d'Heroes Reborn après la destruction d'Onslaught.
| Nom            | Alias             | Numéro où le héros rejoint l'équipe | Moment/numéro où le héros quitte l'équipe | Commentaire |
| -------------- | ----------------- | ----------------------------------- | ----------------------------------------- | ----------- |
| Thor Odinson   | Thor              | Avengers vol. 2 no1                 | Avengers vol. 2 no9                       |             |
| Clint Barton   | Hawkeye           | Avengers vol. 2 no1                 | Avengers vol. 2 no9                       |             |
| Steve Rogers   | Captain America   | Avengers vol. 2 no1                 | Heroes Reborn: The Return                 |             |
| Wanda Maximoff | La Sorcière Rouge | Avengers vol. 2 no1                 | Heroes Reborn: The Return                 |             |
| Victor Shade   | La Vision         | Avengers vol. 2 no1                 | Avengers vol. 2 no3                       |             |
|                | Swordsman         | Avengers vol. 2 no1                 | Heroes Reborn: The Return                 |             |
| Patsy Walker   | Hellcat           | Avengers vol. 2 no1                 | Avengers vol. 2 no9                       |             |
| Tony Stark     | Iron Man          | Avengers vol. 2 no7                 | Heroes Reborn: The Return                 |             |
| Hank Pym       | Ant-Man           | Avengers vol. 2 no9                 | Heroes Reborn: The Return                 |             |
| Janet van Dyne | La Guêpe          | Avengers vol. 2 no9                 | Heroes Reborn: The Return                 |             |

#### Avengersvol. 3 (1997-2004)
| Nom                         | Alias                             | Numéro où le héros rejoint l'équipe                           | Moment/numéro où le héros quitte l'équipe   | Commentaire                                             |
| --------------------------- | --------------------------------- | ------------------------------------------------------------- | ------------------------------------------- | ------------------------------------------------------- |
| Hank McCoy                  | Le Fauve                          | Avengers vol. 3 no1                                           | Avengers vol. 3 no4                         |                                                         |
| Dane Whitman                | Le Chevalier Noir                 | Avengers vol. 3 no1 Avengers vol. 3 no38                      | Avengers vol. 3 no4 ?                       |                                                         |
| Natasha Romanoff            | La Veuve Noire                    | Avengers vol. 3 no1 Avengers vol. 3 no44                      | Avengers vol. 3 no4 ?                       |                                                         |
| Chris Powell                | Darkhawk                          | Avengers vol. 3 no1                                           | Avengers vol. 3 no4                         |                                                         |
| Dennis Dunphy               | Demolition Man                    | Avengers vol. 3 no1                                           | Avengers vol. 3 no4                         |                                                         |
| Sam Wilson                  | Le Faucon                         | Avengers vol. 3 no1 Avengers vol. 3 no68                      | Avengers vol. 3 no4 /                       |                                                         |
| Bonita Juarez               | Firebird                          | Avengers vol. 3 no1 Avengers vol. 3 no38                      | Avengers vol. 3 no4 ?                       |                                                         |
| Hercules Panhellenios       | Hercule                           | Avengers vol. 3 no1 Avengers vol. 3 no44                      | Avengers vol. 3 no4 ?                       |                                                         |
| Miguel Santos               | Living Lightning                  | Avengers vol. 3 no1 Avengers vol. 3 no38                      | Avengers vol. 3 no4 ?                       |                                                         |
| Aaron Stack                 | Machine Man                       | Avengers vol. 3 no1                                           | Avengers vol. 3 no4                         |                                                         |
| Magdalene                   |                                   | Avengers vol. 3 no1                                           | Avengers vol. 3 no4                         |                                                         |
| Crystalia Amaquelin         | Crystal                           | Avengers vol. 3 no1                                           | Avengers vol. 3 no4                         |                                                         |
| Heather Douglas             | Dragon-lune                       | Avengers vol. 3 no1                                           | Avengers vol. 3 no4                         |                                                         |
| Namor McKenzie              | Le Prince des Mers                | Avengers vol. 3 no1                                           | Avengers vol. 3 no4                         |                                                         |
| Monica Rambeau              | Photon                            | Avengers vol. 3 no1                                           | Avengers vol. 3 no4                         |                                                         |
| Wendell Vaughn              | Quasar                            | Avengers vol. 3 no1                                           | Avengers vol. 3 no4                         |                                                         |
| Pietro Maximoff             | Vif-Argent                        | Avengers vol. 3 no1 Avengers vol. 3 no38                      | Avengers vol. 3 no4 ?                       |                                                         |
| Elvin Haliday               | Rage                              | Avengers vol. 3 no1                                           | Avengers vol. 3 no4                         |                                                         |
| William Baker               | L'Homme-Sable                     | Avengers vol. 3 no1                                           | Avengers vol. 3 no4                         |                                                         |
| Circé                       |                                   | Avengers vol. 3 no1                                           | Avengers vol. 3 no4                         |                                                         |
| Julia Carpenter             | Spider-Woman                      | Avengers vol. 3 no1                                           | Avengers vol. 3 no4                         |                                                         |
| Eros                        | Starfox                           | Avengers vol. 3 no1                                           | Avengers vol. 3 no4                         |                                                         |
| Walter Newell               | Manta                             | Avengers vol. 3 no1 Avengers vol. 3 no44                      | Avengers vol. 3 no4 ?                       |                                                         |
| Phillip Jarvet              | Swordsman                         | Avengers vol. 3 no1                                           | Avengers vol. 3 no4                         |                                                         |
| Greer Nelson                | Tigra                             | Avengers vol. 3 no1                                           | Avengers vol. 3 no4                         |                                                         |
| John Walker                 | U.S.Agent                         | Avengers vol. 3 no1                                           | Avengers vol. 3 no4                         |                                                         |
| Carol Danvers               | Binaire/Warbird                   | Avengers vol. 3 no1 Avengers vol. 3 no26                      | Avengers vol. 3 no6 ?                       |                                                         |
| Clint Barton                | Hawkeye                           | Avengers vol. 3 no1 Avengers vol. 3 no73                      | Avengers vol. 3 no9 /                       |                                                         |
| Hank Pym                    | Giant-Man/Goliath/Pourpoint Jaune | Avengers vol. 3 no1 Avengers vol. 3 no17                      | Avengers vol. 3 no4 /                       | Devient réserviste (Avengers vol. 3 no17)               |
| Janet van Dyne              | La Guêpe                          | Avengers vol. 3 no1 Avengers vol. 3 no17                      | Avengers vol. 3 no4 /                       | Devient réserviste (Avengers vol. 3 no17)               |
| T'Challa                    | La Panthère Noire                 | Avengers vol. 3 no1 Avengers vol. 3 no23 Avengers vol. 3 no61 | Avengers vol. 3 no4 Avengers vol. 3 no26    |                                                         |
| Steve Rogers                | Captain America                   | Avengers vol. 3 no1 Avengers vol. 3 no26 Avengers vol. 3 no38 | Avengers vol. 3 no25 Avengers vol. 3 no27 / |                                                         |
| Jennifer Walters            | Miss Hulk                         | Avengers vol. 3 no1 Avengers vol. 3 no27 Avengers vol. 3 no44 | Avengers vol. 3 no4 Avengers vol. 3 no34 /  |                                                         |
| Tony Stark                  | Iron Man                          | Avengers vol. 3 no1                                           |                                             |                                                         |
| Wanda Maximoff              | La Sorcière Rouge                 | Avengers vol. 3 no1                                           |                                             |                                                         |
| Thor Odinson                | Thor                              | Avengers vol. 3 no1                                           | Avengers vol. 3 no61                        |                                                         |
|                             | La Vision                         | Avengers vol. 3 no1                                           | Avengers vol. 3 no26                        |                                                         |
| Vance Astrovik              | Justice                           | Avengers vol. 3 no3                                           | Avengers vol. 3 no26                        | Dévient réserviste (Avengers vol. 3 no4)                |
| Angelica Jones              | Firestar                          | Avengers vol. 3 no4                                           | Avengers vol. 3 no27                        | Réserviste                                              |
| Simon Williams              | Wonder Man                        | Avengers vol. 3 no14 Avengers vol. 3 no36                     | Avengers vol. 3 no27 ?                      |                                                         |
| Scott Lang                  | Ant-Man                           | Avengers vol. 3 no26                                          |                                             | Membre associé puis membre actif (Avengers vol. 3 no62) |
| Genis-Vell                  | Captain Marvel                    | Avengers vol. 3 no26                                          | ?                                           | Membre associé                                          |
| Maria de Guadalupe Santiago | Silverclaw                        | Avengers vol. 3 no26                                          | ?                                           | Membre associé puis membre actif (Avengers vol. 3 no43) |
| Delroy Garret Jr.           | Triathlon                         | Avengers vol. 3 no27                                          | ?                                           |                                                         |
| Jack Hart                   | Jack of Hearts                    | Avengers vol. 3 no43                                          | Avengers vol. 3 no76                        | Meurt.                                                  |
| Kesley Leigh                | Captain Britain                   | Avengers vol. 3 no82                                          | /                                           |                                                         |

### Avengers: Infinity(2000)
Cette mini-série écrite par Roger Stern met en scène une équipe de Vengeurs dans une histoire cosmique.
| Nom             | Alias          | Commentaire |
| --------------- | -------------- | ----------- |
| Monica Rambeau  | Photon         |             |
| Thor Odinson    | Thor           |             |
| Wendell Vaughn  | Quasar         |             |
| Greer Nelson    | Tigra          |             |
| Eros            | Starfox        |             |
| Heather Douglas | Moon Dragon    |             |
| Jack Hart       | Jack of Hearts |             |

### Vengeurs de la Côte Ouest (1984-1994)

#### West Coast Avengersvol. 1 (1984)
La première série des Vengeurs de la Côte Ouest est écrite par Roger Stern.
| Nom            | Alias                | Commentaire |
| -------------- | -------------------- | ----------- |
| Clint Barton   | Œil-de-Faucon        | Leader      |
| Bobbi Morse    | Oiseau Moqueur       |             |
| James Rodes    | War Machine/Iron Man |             |
| Greer Nelson   | Tigra                |             |
| Simon Williams | Wonder Man           |             |

#### West Coast Avengersvol. 2 (1985-1989)
La seconde série des Vengeurs de la Côte Ouest est écrite par Steve Englehart.
| Nom            | Alias             | Numéro où le héros rejoint l'équipe                             | Moment/numéro où le héros quitte l'équipe | Commentaire |
| -------------- | ----------------- | --------------------------------------------------------------- | ----------------------------------------- | ----------- |
| Clint Barton   | Œil-de-Faucon     | West Coast Avengers vol. 1 no1                                  |                                           | Leader      |
| Bobbi Morse    | Oiseau Moqueur    | West Coast Avengers vol. 1 no1 West Coast Avengers vol. 2 no42  | West Coast Avengers vol. 2 no37           |             |
| Greer Nelson   | Tigra             | West Coast Avengers vol. 1 no1 West Coast Avengers vol. 2 no42  | West Coast Avengers vol. 2 no37           |             |
| Simon Williams | Wonder Man        | West Coast Avengers vol. 1 no1                                  |                                           |             |
| Tony Stark     | Iron Man          | West Coast Avengers vol. 2 no1                                  |                                           |             |
| Benjamin Grimm | La Chose          | West Coast Avengers vol. 2 no9                                  | West Coast Avengers vol. 2 no10           |             |
| Marc Spector   | Moon Knight       | West Coast Avengers vol. 2 no21                                 | West Coast Avengers vol. 2 no37           |             |
| Hank Pym       |                   | West Coast Avengers vol. 2 no21 West Coast Avengers vol. 2 no42 | West Coast Avengers vol. 2 no37           |             |
| Victor Shade   | La Vision         | West Coast Avengers vol. 2 no37                                 |                                           |             |
| Wanda Maximoff | La Sorcière Rouge | West Coast Avengers vol. 2 no37                                 |                                           |             |
| Janet van Dyne | La Guêpe          | West Coast Avengers vol. 2 no42                                 |                                           |             |
| John Walker    | U.S.Agent         | West Coast Avengers vol. 2 no45                                 |                                           |             |
| Jim Hammond    | Human Torch       | Avengers West Coast vol. 2 no50                                 |                                           |             |

#### Avengers West Coastvol. 1 & 2 (1989-1994)
| Nom                | Alias             | Numéro où le héros rejoint l'équipe | Moment/numéro où le héros quitte l'équipe | Commentaire       |
| ------------------ | ----------------- | ----------------------------------- | ----------------------------------------- | ----------------- |
| Clint Barton       | Œil-de-Faucon     | West Coast Avengers vol. 1 no1      | Avengers West Coast vol. 2 no102          | Leader            |
| Bobbi Morse        | Oiseau Moqueur    | West Coast Avengers vol. 2 no42     | Avengers West Coast vol. 2 no100          | Tuée par Mephisto |
| Greer Nelson       | Tigra             | West Coast Avengers vol. 2 no42     | ?                                         |                   |
| Simon Williams     | Wonder Man        | West Coast Avengers vol. 1 no1      | ?                                         |                   |
| Tony Stark         | Iron Man          | West Coast Avengers vol. 2 no1      | ?                                         |                   |
| Hank Pym           |                   | West Coast Avengers vol. 2 no42     | ?                                         |                   |
| Victor Shade       | La Vision         | West Coast Avengers vol. 2 no37     | ?                                         |                   |
| Wanda Maximoff     | La Sorcière Rouge | West Coast Avengers vol. 2 no37     | Avengers West Coast vol. 2 no102          |                   |
| Janet van Dyne     | La Guêpe          | West Coast Avengers vol. 2 no42     | ?                                         |                   |
| John Walker        | U.S.Agent         | West Coast Avengers vol. 2 no45     | Avengers West Coast vol. 2 no102          |                   |
| Jim Hammond        | Human Torch       | Avengers West Coast vol. 2 no50     | ?                                         |                   |
| Julia Carpenter    | Spider-Woman      | Avengers West Coast vol. 2 no74     | Avengers West Coast vol. 2 no102          |                   |
| Miguel Santos      | Living Lightning  | Avengers West Coast vol. 2 no75     | ?                                         |                   |
| Christopher Powell | Darkhawk          | Avengers West Coast vol. 2 no93     | ?                                         |                   |
| James Rhodes       | War Machine       | Avengers West Coast vol. 2 no94     | Avengers West Coast vol. 2 no102          |                   |

### Héros ayant obtenu un statut de membre honoraire
- Rick Jones
- Captain Marvel / Mar-Vell
- Whizzer / Robert L. Frank Sr.
- Marina (Marrina) / Marina Smallwood
- Yellowjacket / Henry « Hank » Pym
- Swordsman / Phillip Jarvet
- Magdalene / Marissa Darrow
- Deathcry / Sharra Neramani
- Masque / Whitney Frost
- Iron Man / Anthony Edward « Tony » Stark
- Flux / Dennis Sykes

### Les Gardiens de la Galaxie (1978)
- Yondu Udonta
- Martinex / Martinex T'Naga
- Charlie-27
- Nikki / Nicholette Gold
- Starhawk / Stakar Ogord
- Aleta Ogord
- Vance Astro / Vance Astrovik

## Nouvelles équipes sous Bendis (2004-2013)

### Avengers: la Séparation(2004-2005)
L'équipe des Vengeurs est dissoute à la suite de cet évènement.
| Nom              | Alias           | Commentaire |
| ---------------- | --------------- | ----------- |
| Steve Rogers     | Captain America |             |
| Tony Stark       | Iron Man        |             |
| Clint Barton     | Hawkeye         | Meurt       |
| Hank Pym         | Pourpoint Jaune |             |
| Janet van Dyne   | La Guêpe        |             |
| Kesley Leigh     | Captain Britain |             |
| Sam Wilson       | Faucon          |             |
| Jennifer Walters | Miss Hulk       |             |
| Wanda Maximoff   | Sorcière Rouge  |             |
| Scott Lang       | Ant-Man         | Meurt       |
|                  | La Vision       | Meurt       |

### Les Nouveaux Vengeurs (2005-2012)
Les Nouveaux Vengeurs (New Avengers en V.O.) sont fondés à l'initiative de Captain America. Leur histoire est racontée à travers les deux premières séries New Avengers écrites par Brian Micheal Bendis ,. Durant les évènements de Civil war le groupe mené par Steve Rogers s'est brièvement fait appeler les Secret Avengers. Le groupe est toujours actif après le Dark Reign quand Steve Rogers demande à Luke Cage de relancer l'équipe sous l'égide gouvernementale,.
| Nom                     | Alias                     | Numéro où le héros rejoint l'équipe              | Moment/numéro où le héros quitte l'équipe               | Commentaire |
| ----------------------- | ------------------------- | ------------------------------------------------ | ------------------------------------------------------- | --- |
| Steve Rogers            | Captain America           | New Avengers vol. 1 no3                          | Civil War                                               | Leader, tué lors de Civil War |
| Tony Stark              | Iron Man                  | New Avengers vol. 1 no3                          | Civil War                                               | Devient directeur du S.H.I.E.L.D. |
| Luke Cage               | Power Man                 | New Avengers vol. 1 no3                          | New Avengers vol. 2 no30                                | Leader après la mort de Captain America, et après le départ de Clint Barton. Supervise les Thunderbolts puis les Dark Avengers. Se retire pour s’occuper de sa famille. |
| Peter Parker            | Spider-Man                | New Avengers vol. 1 no3                          | New Avengers vol. 2 no34                                | |
| Jessica Drew (Veranke)  | Spider-Woman              | New Avengers vol. 1 no3                          | New Avengers vol. 1 no32                                | En réalité une skrull. Rejoint les Mighty Avengers |
| James « Logan » Howlett | Wolverine                 | New Avengers vol. 1 no6                          | New Avengers vol. 2 no34                                | |
| Robert Reynolds         | Sentry                    | New Avengers vol. 1 no10                         | Civil War                                               | Rejoint les Mighty Avengers |
| Maya Lopez              | Ronin/Echo                | New Avengers vol. 1 no11                         | New Avengers vol. 1 no48                                | |
| Stephen Strange         | Docteur Strange           | New Avengers vol. 1 no27 New Avengers vol. 2 no7 | New Avengers Annual vol. 1 no2 New Avengers vol. 2 no34 | Recruté après Civil War |
| Daniel Thomas Rand-Kai  | Iron Fist                 | New Avengers vol. 1 no27 New Avengers vol. 2 no1 | New Avengers vol. 1 no48 New Avengers vol. 2 no34       | Recruté après Civil War |
| Clint Barton            | Ronin                     | New Avengers vol. 1 no27                         | New Avengers vol. 2 no1                                 | Recruté après Civil War. Chef après Secret Invasion. |
| Jessica Drew            | Spider-Woman              | New Avengers vol. 1 no48                         | New Avengers vol. 2 no1                                 | Recrutée après Secret Invasion |
| James Barnes            | Captain America/Bucky     | New Avengers vol. 1 no48                         | New Avengers vol. 2 no1                                 | Recruté après Secret Invasion |
| Carol Danvers           | Ms. Marvel/Captain Marvel | New Avengers vol. 1 no48                         | New Avengers vol. 2 no34                                | Recrutée après Secret Invasion, devient deuxième en chef. |
| Barbara Morse           | Mockingbird               | New Avengers vol. 1 no48                         | New Avengers vol. 2 no34                                | Recrutée après Secret Invasion |
| Jessica Jones           |                           | New Avengers vol. 2 no1                          | New Avengers vol. 2 no24                                | Se retire pour s’occuper de sa famille. |
| Benjamin Grimm          | La Chose                  | New Avengers vol. 2 no1                          | New Avengers vol. 2 no34                                | Recruté lors de l'Âge héroïque |
| Victoria Hand           |                           | New Avengers vol. 2 no1                          | New Avengers vol. 2 no32                                | Morte |
| Matthew Murdock         | Daredevil                 | New Avengers vol. 2 no16                         | New Avengers vol. 2 no34                                | Recruté lors de Fear Itself |

### Première équipe des Young Avengers (2005-2012)
L'équipe se crée après les évènements d'Avengers Disassembled alors qu'aucune équipe Avengers n'est alors en activité. Le groupe d'origine est créé en avril 2005 par Allan Heinberg et Jim Cheung  dans la série Young Avengers vol. 1. Le groupe est dissout à la suite des évènements de The Children's Crusade dans la série éponyme.
| Nom                     | Alias            | Numéro où le héros rejoint l'équipe                      | Moment/numéro où le héros quitte l'équipe                          | Commentaire                            |
| ----------------------- | ---------------- | -------------------------------------------------------- | ------------------------------------------------------------------ | -------------------------------------- |
| Nathaniel Richards      | Iron Lad         | Young Avengers vol. 1 no1                                | Young Avengers vol. 1 no6                                          | Membre fondateur et leader             |
| Teddy Altman/Dorek VIII | Hulkling         | Young Avengers vol. 1 no1                                | Avengers: The Children's Crusade no9                               | Membre fondateur                       |
| Billy Kalplan           | Asgardian/Wiccan | Young Avengers vol. 1 no1                                | Avengers: The Children's Crusade no9                               | Membre fondateur                       |
| Eli Bradley             | Patriot          | - Young Avengers vol. 1 no1 - Young Avengers vol. 1 no10 | - Young Avengers vol. 1 no8 - Avengers: The Children's Crusade no9 | Membre fondateur                       |
| Cassie Lang             | Stature          | Young Avengers vol. 1 no4                                | Avengers: The Children's Crusade no8                               | Meurt au combat                        |
| Kate Bishop             | Hawkeye          | Young Avengers vol. 1 no4                                | Avengers: The Children's Crusade no9                               | Leader à la suite du départ d'Iron Lad |
| Jonas                   | Vision           | Young Avengers vol. 1 no10                               | Avengers: The Children's Crusade no9                               | Détruit par Iron Lad                   |
| Tommy Shepherd          | Speed            | Young Avengers vol. 1 no10                               | Avengers: The Children's Crusade no9                               |                                        |

### Les Puissants Vengeurs (2007-2010)
Les Puissants Vengeurs (Mighty Avengers en V.O.) sont le groupe officiel des Vengeurs. Ils sont dirigés par Carol Danvers, qui a aidé Tony Stark a constitué l'équipe. Les Puissants Vengeurs sont soutenus par le gouvernement. Ils sont dans la ligné de Tony Stark et pro-registeration act . Ils s'opposent ainsi aux New Avengers qui sont restés fidèles à Captain America. On suit leur histoire (écrite par Bendis) dans la série Mighty Avengers Vol. 1 (2007-2010) jusqu'aux évènements de Secret Invasion à l'issue desquels l'équipe menée par Tony Stark est dissoute. La continuité gouvernementale de cette équipe est reprise par Norman Osborn et ses Dark Avengers. Osborn a en effet remplacé Stark à son poste de directeur du S.H.I.E.L.D..De son côté Hank Pym, refonde les Puissants Vengeurs à l'épisode 21 de la série Mighty Avengers vol. 1, dont l'écriture est alors reprise par Dan Slott . Ce groupe est voué à agir à l'international car il n'est pas le groupe officiel des États-Unis.

#### Groupe original mené par Tony Stark (2007-2008)
| Nom                    | Alias          | Numéro où le héros rejoint l'équipe | Moment où le héros quitte l'équipe | Commentaire                       |
| ---------------------- | -------------- | ----------------------------------- | ---------------------------------- | --------------------------------- |
| Carol Danvers          | Miss Marvel    | Mighty Avengers vol. 1 no1          | Secret Invasion no8                | Leader                            |
| Tony Stark             | Iron Man       | Mighty Avengers vol. 1 no1          | Secret Invasion no8                | Leader du S.H.I.E.L.D.            |
| Janet Van Dyne         | La Guêpe       | Mighty Avengers vol. 1 no1          | Secret Invasion no8                | Meurt à la fin de Secret Invasion |
| Simon Williams         | Wonder Man     | Mighty Avengers vol. 1 no1          | Secret Invasion no8                |                                   |
| Natasha Romanoff       | La Veuve Noire | Mighty Avengers vol. 1 no1          | Secret Invasion no8                |                                   |
| Robert Reynolds        | Sentry         | Mighty Avengers vol. 1 no1          | Secret Invasion no8                |                                   |
| Ares                   |                | Mighty Avengers vol. 1 no1          | Secret Invasion no8                |                                   |
| Jessica Drew (Veranke) | Spider-Woman   | Mighty Avengers vol. 1 no7          | Secret Invasion no3                | En réalité une skrull             |

#### Groupe International mené par Hank Pym (2009-2010)
| Nom                  | Alias      | Numéro où le héros rejoint l'équipe                         | Moment où le héros quitte l'équipe                          | Commentaire                         |
| -------------------- | ---------- | ----------------------------------------------------------- | ----------------------------------------------------------- | ----------------------------------- |
| Hank Pym             | La Guêpe   | Mighty Avengers vol. 1 no21                                 | Mighty Avengers vol. 1 no36                                 | Leader                              |
| Bruce Banner         | Hulk       | Mighty Avengers vol. 1 no21                                 | Mighty Avengers vol. 1 no23                                 |                                     |
| John Walker          | U.S. Agent | - Mighty Avengers vol. 1 no21 - Mighty Avengers vol. 1 no35 | - Mighty Avengers vol. 1 no33 - Mighty Avengers vol. 1 no36 |                                     |
| Amadeus Cho          |            | - Mighty Avengers vol. 1 no21 - Mighty Avengers vol. 1 no35 | - Mighty Avengers vol. 1 no34 - Mighty Avengers vol. 1 no36 |                                     |
| Hercule Panhellenios | Hercule    | Mighty Avengers vol. 1 no21                                 | Mighty Avengers vol. 1 no34                                 |                                     |
| Jocaste Pym          | Jocaste    | Mighty Avengers vol. 1 no21                                 | Mighty Avengers vol. 1 no36                                 |                                     |
| Cassie Lang          | Stature    | - Mighty Avengers vol. 1 no21 - Mighty Avengers vol. 1 no35 | - Mighty Avengers vol. 1 no34 - Mighty Avengers vol. 1 no36 | Egalement membre des Young Avengers |
| Jonas                | Vision     | - Mighty Avengers vol. 1 no21 - Mighty Avengers vol. 1 no35 | - Mighty Avengers vol. 1 no34 - Mighty Avengers vol. 1 no36 | Egalement membre des Young Avengers |
| Tony Stark           | Iron Man   | Mighty Avengers vol. 1 no22                                 | Mighty Avengers vol. 1 no23                                 |                                     |
| Pietro Maximoff      | Vif-Argent | Mighty Avengers vol. 1 no24                                 | Mighty Avengers vol. 1 no34                                 |                                     |

### Les Vengeurs (2010-2012)
La série Avengers est la quatrième du nom et est écrite par Brian Bendis. Le nom des Vengeurs est repris par le groupe menée par Maria Hill à ses débuts. L'équipe n'est pas dissoute à la fin de la série, et son histoire continue dans la cinquième série Avengers.
| Nom                     | Alias           | Numéro où le héros rejoint l'équipe      | Moment où le héros quitte l'équipe | Commentaire                                         |
| ----------------------- | --------------- | ---------------------------------------- | ---------------------------------- | --------------------------------------------------- |
| Maria Hill              |                 | Avengers vol. 4 no1                      | Avengers vol. 4 no34               | Leader, devient directrice du S.H.I.E.L.D.          |
| Thor Odinson            | Thor            | Avengers vol. 4 no1 Avengers vol. 4 no25 | Fear Itself/                       | Meurt au combat, puis ressuscité.                   |
| Clint Barton            | Hawkeye         | Avengers vol. 4 no1                      | /                                  |                                                     |
| James « Logan » Howlett | Wolverine       | Avengers vol. 4 no1 Avengers vol. 4 no31 | Avengers vol. 4 no19 /             |                                                     |
| Tony Stark              | Iron Man        | Avengers vol. 4 no1                      | /                                  |                                                     |
| Peter Parker            | Spider-Man      | Avengers vol. 4 no1 Avengers vol. 4 no31 | Avengers vol. 4 no19 /             |                                                     |
| James Barnes            | Captain America | Avengers vol. 4 no1                      | Fear Itself                        | Meurt au combat.                                    |
| Jessica Drew            | Spider-Woman    | Avengers vol. 4 no1                      | /                                  |                                                     |
| Noh-Varr                | Protector       | Avengers vol. 4 no6                      | Avengers vol. 4 no27               | Trahit l’équipe pour les Krees                      |
| Thaddeus Ross           | Red Hulk        | Avengers vol. 4 no12                     | Thunderbolts vol. 4 no1            | Rejoint les Thunderbolts                            |
| Steve Rogers            | Captain America | Fear Itself                              | /                                  | Devient leader après que Hill passe au S.H.I.E.L.D. |
| Daisy Johnson           | Quake           | Avengers vol. 4 no19                     | Avengers vol. 4 no34               |                                                     |
| Ororo Munroe            | Tornade         | Avengers vol. 4 no19                     | Avengers vs. X-Men                 | Rejoint les X-Men                                   |
| Vision                  |                 | Avengers vol. 4 no19                     | Avengers Assemble Annual no1       |                                                     |

### Les Vengeurs Secrets (2010-2013)
La première série Secret Avengers est écrite par Ed Brubaker. Les Vengeurs Secrets sont fondés par Steve Rogers à la suite de Dark Reign afin d'aider les autres équipes de Vengeurs dans l'ombre,.
| Nom              | Alias                        | Numéro où le héros rejoint l'équipe | Moment où le héros quitte l'équipe | Commentaire                                 |
| ---------------- | ---------------------------- | ----------------------------------- | ---------------------------------- | ------------------------------------------- |
| Steve Rogers     | Commander Rogers             | Secret Avengers vol. 1 no1          | Secret Avengers vol. 1 no22        | Leader                                      |
| Natasha Romanoff | La Veuve Noire               | Secret Avengers vol. 1 no1          | Secret Avengers vol. 1 no37        |                                             |
| Brunnhilde       | Valkyrie                     | Secret Avengers vol. 1 no1          | Secret Avengers vol. 1 no37        |                                             |
| Hank McCoy       | Fauve                        | Secret Avengers vol. 1 no1          | Secret Avengers vol. 1 no37        |                                             |
| Sharon Carter    | Agent 13                     | Secret Avengers vol. 1 no1          | Secret Avengers vol. 1 no21        |                                             |
| Marc Spector     | Moon Knight                  | Secret Avengers vol. 1 no1          | Secret Avengers vol. 1 no21        |                                             |
| Jim Rhodes       | War Machine                  | Secret Avengers vol. 1 no1          | Secret Avengers vol. 1 no21        |                                             |
| Richard Rider    | Nova                         | Secret Avengers vol. 1 no1          | Secret Avengers vol. 1 no5         | Membre uniquement pour la mission sur Mars. |
| Eric O'Grady     | Ant-Man                      | Secret Avengers vol. 1 no1          | Secret Avengers vol. 1 no23        | Meurt au combat.                            |
| Clint Barton     | Hawkeye                      | Secret Avengers vol. 1 no21.1       | Secret Avengers vol. 1 no37        | Leader après le départ de Steve Rogers      |
| Hank Pym         | Giant-Man/Deathlok Giant-Man | Secret Avengers vol. 1 no22         | Secret Avengers vol. 1 no37        |                                             |
| Brian Braddock   | Captain Britain              | Secret Avengers vol. 1 no22         | Secret Avengers vol. 1 no37        |                                             |
| Jim Hammond      | Human Torch                  | Secret Avengers vol. 1 no23         | Secret Avengers vol. 1 no33        |                                             |
| Flash Thompson   | Agent Venom                  | Secret Avengers vol. 1 no23         | Secret Avengers vol. 1 no37        |                                             |

### L'Académie des Vengeurs (2010-2012)
Lorsque Steve Rogers devient directeur de la Sécurité Intérieure, il décide de fonder l'Académie des Vengeurs afin d'accompagner les futurs super-héros. La série Avengers Academy est écrite par Cristos Cage. Les aventures dans l'Académie se poursuivent dans la série Avengers Arena.

#### Equipe pédagogique
| Nom                   | Alias              | Numéro où le héros rejoint l'équipe                       | Moment où le héros quitte l'équipe | Commentaire |
| --------------------- | ------------------ | --------------------------------------------------------- | ---------------------------------- | ----------- |
| Hank Pym              | La Guêpe/Giant Man | Avengers Academy vol. 1 no1                               | /                                  |             |
| Pietro Maximoff       | Vif-Argent         | Avengers Academy vol. 1 no1                               | /                                  |             |
| Robbie Baldwin        | Speedball          | Avengers Academy vol. 1 no1                               | Avengers Academy vol. 1 no20       |             |
| Greer Nelson          | Tigra              | Avengers Academy vol. 1 no1                               | /                                  |             |
| Vance Astrovik        | Justice            | Avengers Academy vol. 1 no1                               | Avengers Academy vol. 1 no20       |             |
| Jocaste Pym           | Jocaste            | Avengers Academy vol. 1 no13 Avengers Academy vol. 1 no38 | Avengers Academy vol. 1 no21 /     |             |
| Clint Barton          | Hawkeye            | Avengers Academy vol. 1 no21                              | /                                  |             |
| Hercules Panhellenios | Hercules           | Avengers Academy vol. 1 no29                              | /                                  |             |

#### Etudiants
| Nom             | Alias         | Numéro où le héros rejoint l'équipe                      | Moment où le héros quitte l'équipe                        | Commentaire        |
| --------------- | ------------- | -------------------------------------------------------- | --------------------------------------------------------- | ------------------ |
| Jeanne Foucault | Finesse       | Avengers Academy vol. 1 no1                              | /                                                         |                    |
| Jennifer Takeda | Hazmat        | Avengers Academy vol. 1 no1                              | /                                                         |                    |
| Ken Mack        | Cuirasse      | Avengers Academy vol. 1 no1                              | /                                                         |                    |
| Maddy Berry     | Voile         | Avengers Academy vol. 1 no1 Avengers Academy vol. 1 no38 | Avengers Academy vol. 1 no19 Avengers Academy vol. 1 no39 |                    |
| Humberto Lopez  | Reptil        | Avengers Academy vol. 1 no1                              | /                                                         | Leader de l'équipe |
| Brandon Sharpe  | Foudre        | Avengers Academy vol. 1 no1                              | /                                                         |                    |
| Jimmy Santini   | Batwing       | Avengers Academy vol. 1 no20                             | /                                                         |                    |
| Julie Power     | Lightspeed    | Avengers Academy vol. 1 no20                             | /                                                         |                    |
| Lyra            | She-Hulk      | Avengers Academy vol. 1 no20                             | /                                                         |                    |
| Kevin Masterson | Thunderstrike | Avengers Academy vol. 1 no20                             | /                                                         |                    |
| Emery Schaub    | Butterball    | Avengers Academy vol. 1 no20                             | /                                                         |                    |
| Ava Ayala       | White Tiger   | Avengers Academy vol. 1 no20                             | /                                                         |                    |
| Juston Seyfert  |               | Avengers Academy vol. 1 no20                             | /                                                         |                    |
| Anya Corazon    | Spider-Girl   | Avengers Academy vol. 1 no21                             | /                                                         |                    |
| Johnny Gallo    | Ricochet      | Avengers Academy vol. 1 no21                             | /                                                         |                    |
|                 | Hollow        | Avengers Academy vol. 1 no21                             | /                                                         |                    |
| Mickey Musashi  | Turbo         | Avengers Academy vol. 1 no21                             | /                                                         |                    |
| Adam Aaronson   | Machine Teen  | Avengers Academy vol. 1 no21                             | Avengers Academy vol. 1 no26                              |                    |
| Takashi Matsuya | Wiz-Kid       | Avengers Academy vol. 1 no21                             | /                                                         |                    |
| Victor Alvarez  | Power Man     | Avengers Academy vol. 1 no21                             | /                                                         |                    |
| Robert Farrell  | Rocket Racer  | Avengers Academy vol. 1 no21                             | Avengers Academy vol. 1 no26                              |                    |
| Laura Kinney    | X-23          | Avengers Academy vol. 1 no23                             | /                                                         |                    |
| Jimmy Marks     | Hybrid        | Avengers Academy vol. 1 no23                             | /                                                         |                    |
| Alani Ryan      | Loa           | Avengers Academy vol. 1 no31                             | /                                                         |                    |

### Dark Avengers (2009-2013)

#### Première équipe (2009-2010)
À la suite de Secret Invasion, Norman Osborn remplace Tony Stark en tant que chef de la sécurité des États-Unis. Il met alors en place le H.A.M.M.E.R. pour remplacer le S.H.I.E.L.D. et monte une nouvelle équipe de Vengeurs qui sera active jusqu'aux évènements du siège d'Asgard,. Cette série est écrite par Brian Michael Bendis.
| Nom              | Alias          | Numéro où le héros rejoint l'équipe | Moment où le héros quitte l'équipe | Commentaire                                           |
| ---------------- | -------------- | ----------------------------------- | ---------------------------------- | ----------------------------------------------------- |
| Norman Osborn    | Iron Patriot   | Dark Avengers vol. 1 no1            | Dark Avengers vol. 1 no16          | Leader et également directeur du H.A.M.M.E.R. Arrêté. |
| Noh-Varr         | Captain Marvel | Dark Avengers vol. 1 no1            | Dark Avengers vol. 1 no6           |                                                       |
| Bob Reynolds     | Sentry         | Dark Avengers vol. 1 no1            | Siege no4                          | Meurt au combat.                                      |
| Karla Sofen      | Ms. Marvel     | Dark Avengers vol. 1 no1            | Dark Avengers vol. 1 no16          | Arrêtée                                               |
| Arès             |                | Dark Avengers vol. 1 no1            | Siege no2                          | Meurt au combat.                                      |
| Akihiro          | Wolverine      | Dark Avengers vol. 1 no1            | Dark Avengers vol. 1 no16          | Rejoint également les Dark X-Men.                     |
| Lester           | Hawkeye        | Dark Avengers vol. 1 no1            | Dark Avengers vol. 1 no16          | Arrêté                                                |
| MacDonald Gargan | Spider-Man     | Dark Avengers vol. 1 no1            | Dark Avengers vol. 1 no16          | Arrêté                                                |
| Victoria Hand    |                | Dark Avengers vol. 1 no1            | Dark Avengers vol. 1 no16          | Rejoint les New Avengers                              |

#### Seconde équipe (2011-2013)
Les Dark Avengers sont refondés lors de la sortie de prison d'Osborn. L'équipe reprend vie dans les pages de la série New Avengers vol. 2. L'équipe aura une série dédiée qui reprendra la numérotation de la série Thunderbolts,. La série est écrite par Jeff Parker. L'équipe n'est pas réapparue dans les comic books depuis la fin de la série.
| Nom              | Alias             | Numéro où le héros rejoint l'équipe                 | Moment où le héros quitte l'équipe                  | Commentaire                                                                      |
| ---------------- | ----------------- | --------------------------------------------------- | --------------------------------------------------- | -------------------------------------------------------------------------------- |
| Norman Osborn    |                   | New Avengers vol. 2 no18                            | New Avengers vol. 4 no24                            | Arrêté                                                                           |
| Skaar            |                   | New Avengers vol. 2 no18 Dark Avengers vol. 1 no175 | New Avengers vol. 2 no22 Dark Avengers vol. 1 no175 | En fait un infiltré de Luke Cage. Rejoint à nouveau l'équipe pour la surveiller. |
| Tomi Shishido    | Wolverine         | New Avengers vol. 2 no18                            | New Avengers vol. 2 no23                            |                                                                                  |
| Deidre Wentworth | Ms. Marvel        | New Avengers vol. 2 no18                            | New Avengers vol. 2 no23                            |                                                                                  |
| June Covington   | Scarlet Witch     | New Avengers vol. 2 no18                            | /                                                   |                                                                                  |
| Ai Apaec         | Spider-Man        | New Avengers vol. 2 no18                            | Dark Avengers vol. 1 no190                          | Meurt ?                                                                          |
| Barney Barton    | Trickshot/Hawkeye | New Avengers vol. 2 no18                            | /                                                   |                                                                                  |
| Ragnarok         |                   | New Avengers vol. 2 no20                            | /                                                   |                                                                                  |
| Luke Cage        |                   | Dark Avengers vol. 1 no175                          | Dark Avengers vol. 1 no183                          | Supervise l'équipe, membre des New Avengers.                                     |
| Karla Sofen      | Moonstone         | Dark Avengers vol. 1 no184                          | /                                                   |                                                                                  |
| John Walker      | U.S.Agent         | Dark Avengers vol. 1 no185                          | /                                                   |                                                                                  |

## Les équipes sous Hickman et Marvel NOW! (2012-2015)
Marvel NOW! est un évènement éditorial de 2012 qui relance toutes les séries Marvel. Il s'inscrit après l'évènement Avengers versus X-Men.

### Equipe principale des Vengeurs (2012-2015)
L'histoire de l'équipe est contée dans Avengers vol. 5 et est écrite par Jonathan Hickman,. Elle est la suite de la série Avengers vol. 4.
| Nom                     | Alias            | Numéro où le héros rejoint l'équipe | Moment où le héros quitte l'équipe | Commentaire |
| ----------------------- | ---------------- | ----------------------------------- | ---------------------------------- | ----------- |
| Clint Barton            | Hawkeye          | Avengers vol. 4 no1                 | Secret Wars                        |             |
| James « Logan » Howlett | Wolverine        | Avengers vol. 4 no1                 | Avengers vol. 5 no24.NOW           |             |
| Tony Stark              | Iron Man         | Avengers vol. 4 no1                 | Secret Wars                        |             |
| Peter Parker            | Spider-Man       | Avengers vol. 4 no1                 | Secret Wars                        |             |
| Jessica Drew            | Spider-Woman     | Avengers vol. 4 no1                 | Secret Wars                        |             |
| Steve Rogers            | Captain America  | Fear Itself                         | Secret Wars                        |             |
| Thor Odinson            | Thor             | Avengers vol. 4 no25                | Secret Wars                        |             |
| Carol Danvers           | Captain Marvel   | Avant Avengers vol. 5 no1           | Secret Wars                        |             |
| Bruce Banner            | Hulk             | Avant Avengers vol. 5 no1           | Secret Wars                        |             |
| Natasha Romanoff        | Black Widow      | Avant Avengers vol. 5 no1           | Secret Wars                        |             |
| Sam Guthrie             | Canonball        | Avengers vol. 5 no1                 | Secret Wars                        |             |
| Roberto Da Costa        | Sunspot          | Avengers vol. 5 no1                 | Secret Wars                        |             |
| Eden Fesi               | Manifold         | Avengers vol. 5 no1                 | Secret Wars                        |             |
| Shang-Chi               |                  | Avengers vol. 5 no1                 | Secret Wars                        |             |
| Sam Wilson              | Falcon           | Avengers vol. 5 no1                 | Secret Wars                        |             |
| Isabel Kane             | Smasher          | Avengers vol. 5 no1                 | Secret Wars                        |             |
| Marcus Milton           | Hyperion         | Avengers vol. 5 no1                 | Secret Wars                        |             |
| Tamara Devoux           | Captain Universe | Avengers vol. 5 no1                 | Secret Wars                        |             |
|                         | Ex Nihilo        | Avengers vol. 5 no17                | Secret Wars                        |             |
|                         | Abyss            | Avengers vol. 5 no17                | Secret Wars                        |             |
| Adam Blackveil          | Nightmask        | Avengers vol. 5 no17                | Secret Wars                        |             |
| Kevin Connor            | Starbrand        | Avengers vol. 5 no17                | Secret Wars                        |             |

### Uncanny Avengers (2012-2015)

#### Uncanny Avengersvol. 1 (2012-2014)
L'équipe est créée après l'évènement Avengers versus X-Men et inclut des X-Men dans l'équipe afin de montrer la réconciliation entre les deux équipes,. Elle prend le nom d'Avengers Unity Division. La série est écrite par Rick Remender.
| Nom             | Alias           | Numéro où le héros rejoint l'équipe                    | Moment où le héros quitte l'équipe | Commentaire                 |
| --------------- | --------------- | ------------------------------------------------------ | ---------------------------------- | --------------------------- |
| Alex Summers    | Havok           | Uncanny Avengers vol. 1 no1                            | Avengers & X-Men: AXIS no3         |                             |
| Steve Rogers    | Captain America | Uncanny Avengers vol. 1 no1                            | /                                  |                             |
| Thor Odinson    | Thor            | Uncanny Avengers vol. 1 no1                            | /                                  |                             |
| Logan           | Wolverine       | Uncanny Avengers vol. 1 no3                            | /                                  |                             |
| Wanda Maximoff  | Scarlet Witch   | Uncanny Avengers vol. 1 no4 Avengers & X-Men: AXIS no9 | Avengers & X-Men: AXIS no3 /       | Rejoint temporairement AXIS |
| Anna Marie      | Malicia         | Uncanny Avengers vol. 1 no4                            | /                                  |                             |
| Janet van Dyne  | Wasp            | Uncanny Avengers vol. 1 no5                            | /                                  |                             |
| Simon Williams  | Wonder Man      | Uncanny Avengers vol. 1 no5                            | /                                  |                             |
| Shiro Yoshida   | Sunfire         | Uncanny Avengers vol. 1 no5                            | /                                  |                             |
| Jericho Drumm   | Doctor Voodoo   | Avengers & X-Men: AXIS no9                             | /                                  |                             |
| Pietro Maximoff | Quicksilver     | Avengers & X-Men: AXIS no9                             | /                                  |                             |

#### Uncanny Avengersvol. 2 (2015): l'après AXIS
La seconde série Uncanny Avengers est toujours écrite par Rick Remender. La série prend fin avec l'évènement Secret Wars.
| Nom             | Alias           | Numéro où le héros rejoint l'équipe | Moment où le héros quitte l'équipe | Commentaire |
| --------------- | --------------- | ----------------------------------- | ---------------------------------- | ----------- |
| Wanda Maximoff  | Scarlet Witch   | Avengers & X-Men: AXIS no9          | /                                  |             |
| Anna Marie      | Malicia         | Uncanny Avengers vol. 1 no4         | /                                  |             |
| Jericho Drumm   | Doctor Voodoo   | Avengers & X-Men: AXIS no9          | /                                  |             |
| Pietro Maximoff | Quicksilver     | Avengers & X-Men: AXIS no9          | /                                  |             |
|                 | Vision          | Uncanny Avengers vol. 2 no1         | /                                  |             |
| Victor Creed    | Dent-de-Sabre   | Uncanny Avengers vol. 2 no1         | /                                  |             |
| Sam Wilson      | Captain America | Uncanny Avengers vol. 2 no1         | /                                  |             |

### New Avengersvol. 3 (2013-2015)
La série est écrite par Jonathan Hickman. Elle met en scène les Illuminati, et non les Nouveaux Vengeurs.
| Nom                | Alias            | Numéro où le héros rejoint l'équipe | Moment où le héros quitte l'équipe | Commentaire |
| ------------------ | ---------------- | ----------------------------------- | ---------------------------------- | ----------- |
| Steve Rogers       | Captain America  | Avant New Avengers vol. 3 no1       | New Avengers vol. 3 no3            |             |
| Reed Richards      | Mister Fantastic | Avant New Avengers vol. 3 no1       | Secret Wars                        |             |
| Stephen Strange    | Docteur Strange  | Avant New Avengers vol. 3 no1       | Secret Wars                        |             |
| Blackagar Boltagon | Black Bolt       | Avant New Avengers vol. 3 no1       | Secret Wars                        |             |
| Tony Stark         | Iron Man         | Avant New Avengers vol. 3 no1       | Secret Wars                        |             |
| Namor Mckenzie     |                  | Avant New Avengers vol. 3 no1       | New Avengers vol. 3 no22           |             |
| T'Challa           | Black Panther    | New Avengers vol. 3 no3             | Secret Wars                        |             |
| Hank McCoy         | Beast            | New Avengers vol. 3 no3             | Secret Wars                        |             |
| Bruce Banner       | Hulk/Doc Green   | New Avengers vol. 3 no18            | Secret Wars                        |             |
| Hank Pym           | Yellow Jacket    | New Avengers vol. 3 no25            | Secret Wars                        |             |
| Amadeus Cho        |                  | New Avengers vol. 3 no25            | Secret Wars                        |             |
| Brian Braddock     | Captain Britain  | New Avengers vol. 3 no25            | Secret Wars                        |             |

### Les Puissants Vengeurs (2013-2015)

#### Mighty Avengersvol. 2 (2013-2014)
Le groupe des Puissants Vengeurs est recrée lors de l'évènement d'Infinity. L'équipe est dirigée par Luke Cage et est le prolongement de son entreprise Héros à louer (Heroes for Hire en V.O.). La série est écrite par Al Ewing.
| Nom                        | Alias                   | Numéro où le héros rejoint l'équipe | Moment où le héros quitte l'équipe | Commentaire |
| -------------------------- | ----------------------- | ----------------------------------- | ---------------------------------- | ----------- |
| Luke Cage                  |                         | Mighty Avengers vol. 2 no1          |                                    |             |
| Otto Octavius/Peter Parker | Spider-Man              | Mighty Avengers vol. 2 no1          | Mighty Avengers vol. 2 no5.INH     |             |
| Monica Rambeau             | Spectrum                | Mighty Avengers vol. 2 no1          |                                    |             |
| Eric Brooks                | Spider Hero/Ronin/Blade | Mighty Avengers vol. 2 no1          |                                    |             |
| Víctor Álvarez             | Power Man               | Mighty Avengers vol. 2 no3          |                                    |             |
| Ava Ayala                  | White Tiger             | Mighty Avengers vol. 2 no3          |                                    |             |
| Adam Brashear              | Blue Marvel             | Mighty Avengers vol. 2 no3          |                                    |             |
| Sam Wilson                 | Falcon                  | Mighty Avengers vol. 2 no4.INH      |                                    |             |
| Jennifer Walters           | She-Hulk                | Mighty Avengers vol. 2 no5.INH      |                                    |             |
| Jessica Jones              |                         | Mighty Avengers vol. 2 no14         |                                    |             |
| Kaluu                      |                         | Mighty Avengers vol. 2 no14         |                                    |             |
| Constance Molina           |                         | Mighty Avengers vol. 2 no14         |                                    |             |

#### Captain America and the Mighty Avengers(2014-2015)
Cette série est la suite immédiate de la précédente et est également écrite par Al Ewing.
| Nom              | Alias                  | Numéro où le héros rejoint l'équipe         | Moment où le héros quitte l'équipe | Commentaire                                                    |
| ---------------- | ---------------------- | ------------------------------------------- | ---------------------------------- | -------------------------------------------------------------- |
| Luke Cage        |                        | Mighty Avengers vol. 2 no1                  | Secret Wars                        | Membre de AXIS (Captain America and the Mighty Avengers no1-3) |
| Monica Rambeau   | Spectrum               | Mighty Avengers vol. 2 no1                  | Secret Wars                        |                                                                |
| Víctor Álvarez   | Power Man              | Mighty Avengers vol. 2 no3                  | Secret Wars                        |                                                                |
| Ava Ayala        | White Tiger            | Mighty Avengers vol. 2 no3                  | Secret Wars                        |                                                                |
| Adam Brashear    | Blue Marvel            | Mighty Avengers vol. 2 no3                  | Secret Wars                        |                                                                |
| Sam Wilson       | Falcon/Captain America | Mighty Avengers vol. 2 no4.INH              | Secret Wars                        | Membre de AXIS (Captain America and the Mighty Avengers no1-3) |
| Jennifer Walters | She-Hulk               | Mighty Avengers vol. 2 no5.INH              | Secret Wars                        |                                                                |
| Jessica Jones    |                        | Mighty Avengers vol. 2 no14                 | Secret Wars                        |                                                                |
| Kaluu            |                        | Mighty Avengers vol. 2 no14                 | Secret Wars                        |                                                                |
| Soraya Khorasani |                        | Captain America and the Mighty Avengers no1 | Secret Wars                        |                                                                |
| David Griffith   |                        | Captain America and the Mighty Avengers no1 | Secret Wars                        |                                                                |
| Peter Parker     | Spider-Man             | Captain America and the Mighty Avengers no3 | Secret Wars                        |                                                                |

### Young Avengers: deuxième équipe (2013-2014)
À la suite des évènements de Children's Crusade, l'équipe est refondée avec une nouvelle composition d'équipe. L'équipe n'est pas dissoute à la fin de la série Young Avengers vol. 2.
| Nom                     | Alias            | Numéro où le héros rejoint l'équipe                  | Moment/numéro où le héros quitte l'équipe | Commentaire        |
| ----------------------- | ---------------- | ---------------------------------------------------- | ----------------------------------------- | ------------------ |
| Teddy Altman/Dorek VIII | Hulkling         | Young Avengers vol. 2 no5 Young Avengers vol. 2 no13 | Young Avengers vol. 2 no9 /               |                    |
| Billy Kalplan           | Asgardian/Wiccan | Young Avengers vol. 2 no5                            | /                                         |                    |
| Kate Bishop             | Hawkeye          | Young Avengers vol. 2 no5                            | /                                         |                    |
| Noh-Varr                | Marvel Boy       | Young Avengers vol. 2 no5                            | /                                         |                    |
| America Chavez          | Miss America     | Young Avengers vol. 2 no5                            | /                                         |                    |
| Loki Laufeyson          |                  | Young Avengers vol. 2 no5                            | Young Avengers vol. 2 no13                | Surnommé Kid Loki. |
| David Alleyne           | Prodigy          | Young Avengers vol. 2 no7                            | /                                         |                    |
| Tommy Sepherd           | Speed            | Young Avengers vol. 2 no15                           | /                                         |                    |

### Vengeurs secrets du S.H.I.E.L.D. (2013-2015)

#### Secret Avengersvol. 2 (2013-2014)
Une équipe de Vengeurs secrets est créée et mise sous tutelle du S.H.I.E.L.D.. La série Secret Avengers vol. 2 est écrite par Nick Spencer .
| Nom              | Alias        | Numéro où le héros rejoint l'équipe                    | Moment/numéro où le héros quitte l'équipe | Commentaire                                                   |
| ---------------- | ------------ | ------------------------------------------------------ | ----------------------------------------- | ------------------------------------------------------------- |
| Clint Barton     | Hawkeye      | Secret Avengers vol. 2 no1                             | Secret Avengers vol. 2 no16               |                                                               |
| Natasha Romanoff | Black Widow  | Secret Avengers vol. 2 no1                             |                                           |                                                               |
| Daisy Johnson    |              | Secret Avengers vol. 2 no1                             | Secret Avengers vol. 2 no9                | Directrice du S.H.I.E.L.D. jusqu'à Secret Avengers vol. 2 no9 |
| Maria Hill       |              | Secret Avengers vol. 2 no1                             |                                           | Directrice du S.H.I.E.L.D. depuis Secret Avengers vol. 2 no9  |
| Nick Fury Jr.    |              | Secret Avengers vol. 2 no1                             |                                           |                                                               |
| Phil Coulson     |              | Secret Avengers vol. 2 no1                             |                                           |                                                               |
| Bobby Morse      | Mockingbird  | Secret Avengers vol. 2 no2                             | Secret Avengers vol. 2 no16               |                                                               |
| Tony Masters     | Taskmaster   | Secret Avengers vol. 2 no2 Secret Avengers vol. 2 no16 | Secret Avengers vol. 2 no13 /             | Supposé Mort                                                  |
| Bruce Banner     | Hulk         | Secret Avengers vol. 2 no4                             | Secret Avengers vol. 2 no13               |                                                               |
| James Rhodes     | Iron Patriot | Secret Avengers vol. 2 no6                             | Secret Avengers vol. 2 no16               |                                                               |
| Sarah Garza      |              | Secret Avengers vol. 2 no10                            | Secret Avengers vol. 2 no11               |                                                               |

#### Secret Avengersvol. 3 (2014-2015)
La série est la continuité de la précédente et est écrite par Ales Kot. L'équipe n'est pas dissoute à l'issue de la série.
| Nom              | Alias        | Numéro où le héros rejoint l'équipe | Moment/numéro où le héros quitte l'équipe | Commentaire                                                  |
| ---------------- | ------------ | ----------------------------------- | ----------------------------------------- | ------------------------------------------------------------ |
| Natasha Romanoff | Black Widow  | Secret Avengers vol. 2 no1          | /                                         |                                                              |
| Maria Hill       |              | Secret Avengers vol. 2 no1          | /                                         | Directrice du S.H.I.E.L.D. depuis Secret Avengers vol. 2 no9 |
| Nick Fury Jr.    |              | Secret Avengers vol. 2 no1          | /                                         |                                                              |
| Phil Coulson     |              | Secret Avengers vol. 2 no1          | /                                         |                                                              |
| Jessica Drew     | Spider-Woman | Secret Avengers vol. 3 no1          | /                                         |                                                              |
| Clint Barton     | Hawkeye      | Secret Avengers vol. 3 no3          | /                                         |                                                              |
| Georges Tarleton | M.O.D.O.K.   | Secret Avengers vol. 3 no13         | /                                         |                                                              |

### Recrues de Marvel NOW! (depuis 2012)
- Havok / Alex Summers
- Rocket (Cannonball) / Samuel « Sam » Guthrie
- Solar (Sunspot) / Roberto da Costa
- Manifold / Eden Fesi
- Shang-Chi
- Captain Univers / Tamara Devoux
- Smasher / Isabel « Izzy » Dare
- Hyperion / Marcus Milton
- Spider-Man / Otto Octavius
- Flèche Noire (Black Bolt) / Blackagar Boltagon
- Malicia (Rogue) / Anna Marie
- Feu du soleil (Sunfire) / Shiro Yoshida
- Victor Mancha (en) / Victor Mancha

### Recrues de Infinity (2013-14)
- Abyss
- Nightmask / Adam Blackveil
- Star Brand (en) / Kevin Connor
- Alexis The Protector / Alexis
- Ronin alias Blade / Eric Brooks
- Blue Marvel / Adam Brashear
- Power Man (en) / Victor Alvarez
- White Tiger / Ava Ayala

## L'après Secret Wars (2015-...)

### Equipe principale (2015-...)

#### All-New All-Different Avengers(2015-2016)
L'équipe qui se reforme ajoute des jeunes Avengers à l'équipe. La série est écrite par Marc Waid.
| Nom           | Alias           | Numéro où le héros rejoint l'équipe                                   | Numéro où le héros quitte l'équipe              | Commentaire                |
| ------------- | --------------- | --------------------------------------------------------------------- | ----------------------------------------------- | -------------------------- |
| Sam Wilson    | Captain America | All-New All-Different Avengers no3                                    |                                                 |                            |
| Tony Stark    | Iron Man        | All-New All-Different Avengers no3                                    | Civil War II                                    |                            |
| Jane Foster   | Thor            | All-New All-Different Avengers no3                                    |                                                 |                            |
|               | Vision          | All-New All-Different Avengers no3                                    |                                                 |                            |
| Sam Alexander | Nova            | All-New All-Different Avengers no3 All-New All-Different Avengers no6 | All-New All-Different Avengers no5 Civil War II | Part former les Champions. |
| Miles Morales | Spider-Man      | All-New All-Different Avengers no3                                    | Civil War II                                    | Part former les Champions. |
| Kamala Khan   | Ms. Marvel      | All-New All-Different Avengers no3 All-New All-Different Avengers no6 | All-New All-Different Avengers no5 Civil War II | Part former les Champions. |

#### Avengersvol. 7 (2016-2017)
Cette série est la suite immédiate de la précédente.
| Nom                   | Alias           | Numéro où le héros rejoint l'équipe | Numéro où le héros quitte l'équipe | Commentaire |
| --------------------- | --------------- | ----------------------------------- | ---------------------------------- | ----------- |
| Sam Wilson            | Captain America | All-New All-Different Avengers no3  |                                    |             |
| Jane Foster           | Thor            | All-New All-Different Avengers no3  |                                    |             |
|                       | Vision          | All-New All-Different Avengers no3  |                                    |             |
| Nadia Van Dyne        | Wasp            | Avengers vol. 7 no1                 |                                    |             |
| Hercules Panhellenios | Hercules        | Avengers vol. 7 no1                 |                                    |             |
| Peter Parker          | Spider-Man      | Avengers vol. 7 no2                 |                                    |             |

#### Retour àAvengersvol. 1 (672-690)
Cette série est la suite immédiate de la précédente, avec la même équipe.
| Nom                   | Alias                  | Numéro où le héros rejoint l'équipe                      | Numéro où le héros quitte l'équipe | Commentaire                 |
| --------------------- | ---------------------- | -------------------------------------------------------- | ---------------------------------- | --------------------------- |
| Sam Wilson            | Captain America/Faucon | All-New All-Different Avengers no3                       |                                    |                             |
| Jane Foster           | Thor                   | All-New All-Different Avengers no3                       |                                    |                             |
|                       | Vision                 | All-New All-Different Avengers no3 Avengers vol. 1 no690 | Avengers vol. 1 no685              | Détruite puis reconsctruite |
| Nadia Van Dyne        | Wasp                   | Avengers vol. 7 no1                                      |                                    |                             |
| Hercules Panhellenios | Hercules               | Avengers vol. 7 no1                                      |                                    |                             |
| Peter Parker          | Spider-Man             | Avengers vol. 7 no2                                      |                                    |                             |

#### LeFresh StartavecAvengersvol. 8 (2018-2023)
L'équipe est refondée lors des débuts de la huitième série Avengers. La série est écrite par Jason Aaron.
| Nom              | Alias           | Numéro où le héros rejoint l'équipe       | Numéro où le héros quitte l'équipe | Commentaire                          |
| ---------------- | --------------- | ----------------------------------------- | ---------------------------------- | ------------------------------------ |
| Steve Rogers     | Captain America | Avengers vol. 8 no1                       | ...                                | Membre actif                         |
| Tony Stark       | Iron Man        | Avengers vol. 8 no1                       | ...                                | Membre actif                         |
| Thor Odinson     | Thor            | Avengers vol. 8 no1                       | ...                                | Membre actif                         |
| T'Challa         | Panthère Noire  | Avengers vol. 8 no6                       | Avengers vol. 8 no55               | Chef d'équipe                        |
| Jennifer Walters | She-Hulk        | Avengers vol. 8 no6                       | Avengers vol. 8 no50               | Membre actif                         |
| Robbie Reyes     | Ghost Rider     | Avengers vol. 8 no6                       | ...                                | Membre actif                         |
| Carol Danvers    | Captain Marvel  | Avengers vol. 8 no6                       | ...                                | Membre actif                         |
| Stephen Strange  | Doctor Strange  | Avengers vol. 8 no6                       | ...                                | Réserviste après Avengers vol. 8 no8 |
| Eric Brooks      | Blade           | Avengers vol. 8 no12 Avengers vol. 8 no55 | Avengers vol. 8 no45 ...           | Membre actif                         |
| Natasha Romanoff | Black Widow     | Avengers vol. 8 no27                      | ...                                | Rejoint les Savage Avengers.         |
|                  | Namor           | Avengers vol. 8 no54                      | ...                                |                                      |
| Maya Lopez       | Phoenix         | Avengers vol. 8 no54                      | ...                                |                                      |
| Brandy Selby     | Starbrand       | Avengers vol. 8 no55                      | ...                                |                                      |
| Jane Foster      | Valyrie         | Avengers vol. 8 no55                      | ...                                |                                      |

#### Avengersvol. 9 (2023-...)
Après les évènements d'Avengers Forever par Jason Aaron, l'équipe est relancée par le scénariste Jed MacKay. La série se nomme "The Avengers".
| Nom            | Alias             | Numéro où le héros rejoint l'équipe | Numéro où le héros quitte cette équipe                  | Commentaire                                                                                |
| -------------- | ----------------- | ----------------------------------- | ------------------------------------------------------- | ------------------------------------------------------------------------------------------ |
| Carol Danvers  | Captain Marvel    | Avengers vol. 9 n°1                 | ...                                                     | Leader de l'équipe                                                                         |
| Tony Stark     | Iron Man          | Avengers vol. 9 n°1                 | ...                                                     | Membre actif                                                                               |
| Sam Wilson     | Captain America   | Avengers vol. 9 n°1                 | ...                                                     | Membre actif                                                                               |
| T'Challa       | Black Panther     | Avengers vol. 9 n°1                 | Quitte temporairement l'équipe entre le n°19 et le n°27 | Membre actif malgré une absence temporaire.                                                |
| Thor Odinson   | Thor              | Avengers vol. 9 n°1                 | Avengers vol. 8 n°18.                                   | Quitte l'équipe suite à des accusations de meutre survenue dans Immortal Thor, d'Al Ewing. |
| Wanda Maximoff | La Sorcière Rouge | Avengers vol. 9 n°1                 | ...                                                     | Membre actif                                                                               |
|                | Vision            | Avengers vol. 9 n°1                 | ...                                                     | Membre actif                                                                               |
| Ororo Munroe   | Tornade           | Avengers vol. 9 n° 17               | ...                                                     | Membre actif                                                                               |

### Nouveaux Vengeurs (2015-2016)
Cette équipe de vengeurs est mise en place pour stopper les agissements du Maker. Elle est placée sous le contrôle d'A.I.M. (Avengers Idea Mechanics). La série New Avengers vol. 4 est écrite par Al Ewing.
| Nom           | Alias           | Numéro où le héros rejoint l'équipe              | Numéro où le héros quitte l'équipe               | Commentaire                                            |
| ------------- | --------------- | ------------------------------------------------ | ------------------------------------------------ | ------------------------------------------------------ |
| Billy Kaplan  | Wiccan/Demiurge | New Avengers vol. 4 no1                          | New Avengers vol. 4 no18                         |                                                        |
| Teddy Altman  | Hulkling        | New Avengers vol. 4 no1                          | New Avengers vol. 4 no18                         |                                                        |
| Ava Ayala     | White Tiger     | New Avengers vol. 4 no1                          | New Avengers vol. 4 no8                          | Rejoint l'A.I.M. quand les New Avengers s'en séparent. |
| Melissa Gold  | Songbird        | New Avengers vol. 4 no1                          | New Avengers vol. 4 no8                          | Rejoint l'A.I.M. quand les New Avengers s'en séparent. |
| Víctor Ávarez | Power Man       | New Avengers vol. 4 no1                          | New Avengers vol. 4 no8                          | Rejoint l'A.I.M. quand les New Avengers s'en séparent. |
| Doreen Green  | Squirrel Girl   | New Avengers vol. 4 no1                          | New Avengers vol. 4 no18                         | Ainsi que son écureuil Tippy-Toe                       |
| Aikku Jokinen | Pod             | New Avengers vol. 4 no1                          | New Avengers vol. 4 no8                          | Rejoint l'A.I.M. quand les New Avengers s'en séparent. |
| Clint Barton  | Hawkeye         | New Avengers vol. 4 no1 New Avengers vol. 4 no11 | New Avengers vol. 4 no8 New Avengers vol. 4 no18 | Rejoint l'A.I.M. quand les New Avengers s'en séparent. |

### Uncanny Avengersvol. 3 (2015-2018)
La série marque le retour de l'Avengers Unity Division. La série est écrite par Gerry Duggan. Les aventures de l'équipe continue dans le numéro 676 d'Avengers vol. 1. L'équipe se sépare au numéro 690.
| Nom             | Alias         | Numéro où le héros rejoint l'équipe                      | Numéro où le héros quitte l'équipe                        | Commentaire |
| --------------- | ------------- | -------------------------------------------------------- | --------------------------------------------------------- | ----------- |
| Anna Marie      | Malicia       | Uncanny Avengers vol. 1 no4 Uncanny Avengers vol. 3 no17 | Uncanny Avengers vol. 3 no14 Avengers vol. 1 no690        |             |
| Jericho Drumm   | Doctor Voodoo | Avengers & X-Men: AXIS no9 Uncanny Avengers vol. 3 no17  | Uncanny Avengers vol. 3 no14 Avengers vol. 1 no690        |             |
| Pietro Maximoff | Quicksilver   | Avengers & X-Men: AXIS no9 Uncanny Avengers vol. 3 no17  | Uncanny Avengers vol. 3 no14 Uncanny Avengers vol. 3 no29 |             |
| Steve Rogers    |               | Uncanny Avengers vol. 3 no1                              | Uncanny Avengers vol. 3 no14                              |             |
| Wade Wilson     | Deadpool      | Uncanny Avengers vol. 3 no1 Uncanny Avengers vol. 3 no17 | Uncanny Avengers vol. 3 no14 Uncanny Avengers vol. 3 no23 |             |
| Johnny Storm    | Human Torch   | Uncanny Avengers vol. 3 no1 Uncanny Avengers vol. 3 no17 | Uncanny Avengers vol. 3 no14 Avengers vol. 1 no690        |             |
| Emily Guerrero  | Synapse       | Uncanny Avengers vol. 3 no1 Uncanny Avengers vol. 3 no17 | Uncanny Avengers vol. 3 no14 Avengers vol. 1 no690        |             |
| Nathan Summers  | Cable         | Uncanny Avengers vol. 3 no4 Uncanny Avengers vol. 3 no17 | Uncanny Avengers vol. 3 no14 Uncanny Avengers vol. 3 no23 |             |
| Janet van Dyne  | Wasp          | Uncanny Avengers vol. 3 no17                             | Avengers vol. 1 no690                                     |             |
| Wanda Maximoff  | Scarlet Witch | Uncanny Avengers vol. 3 no26                             | Avengers vol. 1 no690                                     |             |
| Hank McCoy      | Beast         | Uncanny Avengers vol. 3 no28                             | Avengers vol. 1 no690                                     |             |
| Simon Williams  | Wonder Man    | Uncanny Avengers vol. 3 no28                             | Avengers vol. 1 no690                                     |             |

### A-Force (2016)
La A-Force est une équipe 100% féminine. La série est écrite par G. Willow Wilson et Kelly Thompson.
| Nom                  | Alias          | Commentaire |
| -------------------- | -------------- | ----------- |
| Jennifer Walters     | She-Hulk       |             |
| Carol Danvers        | Captain Marvel |             |
| Nico Minoru          |                |             |
|                      | Singularité    |             |
| Medusalith Amaquelin | Medusa         |             |
| Alison Blaire        | Dazzler        |             |

### U.S.Avengers (2017-2018)
Cette nouvelle équipe est directement affiliée au gouvernement américain. La série est écrite par Al Ewing. L'histoire de l'équipe s'achève dans le numéro 690 de la série Avengers vol. 1.
| Nom                | Alias         | Commentaire |
| ------------------ | ------------- | ----------- |
| Bobby Da Costa     | Citizen V     |             |
| Sam Guthrie        | Cannonball    |             |
| Robert L. Maverick | Red Hulk      |             |
| Toni Ho            | Iron Patriot  |             |
| Aikku Jokinen      | Enigma        |             |
| Doreen Green       | Squirrel Girl |             |

### West Coast Avengers(2018-2019)
C'est la troisième série West Coast Avengers, elle est écrite par Kelly Thompson. L'équipe n'est pas dissoute à la fin de la série.
| Nom            | Alias        | Numéro où le héros rejoint l'équipe | Moment/numéro où le héros quitte l'équipe | Commentaire |
| -------------- | ------------ | ----------------------------------- | ----------------------------------------- | ----------- |
| Kate Bishop    | Hawkeye      | West Coast Avengers vol. 3 no1      | /                                         | Leader      |
| Clint Barton   | Hawkeye      | West Coast Avengers vol. 3 no1      | /                                         |             |
| Johnny Watts   | Fuse         | West Coast Avengers vol. 3 no1      | /                                         |             |
| America Chavez | Miss America | West Coast Avengers vol. 3 no1      | /                                         |             |
| Gwen Poole     | Gwenpool     | West Coast Avengers vol. 3 no1      | /                                         |             |
| Quentin Quire  | Kid Omega    | West Coast Avengers vol. 3 no1      | /                                         |             |
| Ramone Watts   | Alloy        | West Coast Avengers vol. 3 no10     | /                                         |             |
| Noh-Varr       | Marvel Boy   | West Coast Avengers vol. 3 no10     | /                                         |             |

## Adaptation dans d'autres médias

### Films

#### Première équipe (vue dansAvengers)
- Iron Man / Anthony « Tony » Stark
- Captain America / Capitaine Steven Rogers dit "Steve"
- Thor / Thor Odinson
- Hulk / Dr Robert Bruce Banner dit "Dr Banner"
- La Veuve Noire (Black Widow) / Natalia Alianovna dite "Natasha "Nat" Romanoff"
- Œil-de-Faucon (Hawkeye) / Clinton « Clint » Barton

Entourage
- Colonel Nick Fury dit "Fury"
- Agent Maria Hill dite "Hill"
- Agent Philip "Phil" Coulson dit "Coulson"

et les moyens techniques et logistiques du SHIELD, dont l'héliporteur, et de ses agents.
- Pepper Potts et les moyens techniques et logistiques de Stark Industries dont J.A.R.V.I.S.
- Dr Erik Selvig
- L'armée des États-Unis.
- La police de New-York.

#### Deuxième équipe (vue dansAvengers: L'Ère d'Ultron)
- Iron Man / Anthony « Tony » Stark
- Captain America / Capitaine Steven Rogers dit "Steve"
- Thor / Thor Odinson
- Hulk / Dr Bruce Banner
- La Veuve Noire (Black Widow) / Natalia Alianovna dite "Natasha "Nat" Romanoff"
- Œil-de-Faucon (Hawkeye) / Clinton « Clint » Barton
- La Vision (The Vision) / J.A.R.V.I.S. et Ultron
- Vif-Argent (Quicksilver) / Pietro Maximoff
- La Sorcière Rouge (Scarlet Witch) / Wanda Maximoff
- War Machine / Colonel James "Rhodey" Rhodes
- Le Faucon (Falcon) / Samuel "Sam" Wilson

Entourage
- Colonel Nick Fury
- Agent Maria Hill

et les moyens techniques et logistiques restants du SHIELD après la crise d'HYDRA, dont l'héliporteur, et quelques agents.
- Les moyens techniques et logistiques de Stark Industries dont J.A.R.V.I.S.

#### Troisième version (vue dansCaptain America: Civil War)
Les Accords de Sokovie, qui forcent les membres signataires à se soumettre à une commission gouvernementale, divise l'équipe des Avengers :
Menée par Iron Man
- Iron Man / Anthony « Tony » Stark
- La Veuve Noire (Black Widow) / Natalia Alianovna dite "Natasha "Nat" Romanoff"
- La Vision (The Vision) / J.A.R.V.I.S. et Ultron
- War Machine / Colonel James "Rhodey" Rhodes
- La Panthère noire (Black Panther) / T'Challa
- Spider-Man / Peter Parker

Menée par Captain America
- Captain America / Capitaine Steven "Steve" Rogers
- Le Faucon (Falcon) / Samuel "Sam" Wilson
- Le Soldat de l'hiver (The Winter Soldier) / James « Bucky » Barnes
- Œil-de-Faucon (Hawkeye) / Clinton « Clint » Barton
- La Sorcière Rouge (Scarlet Witch) / Wanda Maximoff
- Ant-Man / Scott Lang

#### Quatrième version (vue dansAvengers: Infinity War)
L'attaque de Thanos force les Avengers à se réunir :
- Iron Man / Anthony « Tony » Stark
- War Machine / Colonel James "Rhodey" Rhodes
- Captain America / Capitaine Steven "Steve" Rogers
- Le Faucon (Falcon) /  Samuel "Sam" Wilson
- Thor / Thor Odinson
- Hulk / Dr Bruce Banner
- Doctor Strange / Dr Stephen Strange
- La Veuve noire (Black Widow) / Natalia Alianovna dite "Natasha "Nat" Romanoff"
- La Sorcière rouge (Scarlet Witch) / Wanda Maximoff
- La Vision (The Vision) / J.A.R.V.I.S. et Ultron
- Le Soldat de l'hiver devenu le Loup Blanc (The Winter Soldier and The White Wolf) / James "Bucky" Barnes
- La Panthère noire (Black Panther) / T'Challa
- Spider-Man / Peter Parker

Les personnages sont suivis des Gardiens de la Galaxie
- Star-Lord / Peter Quill dit "Quill"
- Gamora
- Drax dit "le destructeur"
- Groot
- Rocket Raccoon
- Mantis
- Nébula

Entourage
- Wong
- Shuri et l'armée du Wakanda composée des quatre tribus.
- Okoye et les Dora Milaje.
- M'Baku et la tribu Jabari.
- Pepper Potts et les moyens techniques et logistiques de Stark Industries.
- Général Thaddeus "Thunderbolt" Ross, Secrétaire à la Défense.
- Colonel Nick Fury
- Agent Maria Hill

et les moyens techniques et logistiques restants du SHIELD.

#### Cinquième version (vue dansAvengers: Endgame)
- Iron Man / Anthony « Tony » Stark
- Captain America / Steven « Steve » Rogers
- Thor / Thor Odinson
- Hulk / Dr Robert Bruce Banner dit "Dr Banner"
- War Machine / Colonel James "Rhodey" Rhodes
- Veuve Noire (Black Widow) / Natalia Alianovna dite "Natasha "Nat" Romanoff"
- Hawkeye / Clinton « Clint » Barton
- Captain Marvel / Capitaine Carol Danvers
- Ant Man / Scott Lang
- Rocket Raccoon
- Nébula

Entourage
- Okoye et les Dora Milaje.
- Valkyrie avec Pegase durant la bataille
- Pepper Potts et les moyens techniques et logistiques de Stark Industries.

Alliés lors de la bataille
- La Guêpe, Le Faucon, Black Panther, Doctor Strange, Spider-Man, le Soldat de l'Hiver et la Sorcière Rouge.
- Les Gardiens de la Galaxie composés par Star-Lord, Drax, Groot, Mantis et Gamora.
- Les Maîtres des Arts Mystiques menés par Wong.
- Les Wakandais (la Tribu Dorée menés par Shuri, les Dora Milaje et la Tribu Jabari menés par M'Baku).
- Les Asgardiens avec Korg et Miek.
- Les Ravageurs avec Kraglin Obfonteri et Howard le Canard.

### Distribution

#### Iron Man
| Personnages                    | Films             | Films              | Films             |
| Personnages                    | Iron Man (2008)   | Iron Man 2 (2010)  | Iron Man 3 (2013) |
| ------------------------------ | ----------------- | ------------------ | ----------------- |
| Tony Stark / Iron Man          | Robert Downey Jr. | Robert Downey Jr.  | Robert Downey Jr. |
| Pepper Potts                   | Gwyneth Paltrow   | Gwyneth Paltrow    | Gwyneth Paltrow   |
| James Rhodes / War Machine     | Terrence Howard   | Don Cheadle        | Don Cheadle       |
| Happy Hogan                    | Jon Favreau       | Jon Favreau        | Jon Favreau       |
| Phil Coulson                   | Clark Gregg       | Clark Gregg        |                   |
| Nick Fury                      | Samuel L. Jackson | Samuel L. Jackson  |                   |
| Natasha Romanoff / Black Widow |                   | Scarlett Johansson |                   |
| Bruce Banner / Hulk            |                   |                    | Mark Ruffalo      |

#### Thor
| Personnages                         | Films             | Films                               | Films                                  | Films                         |
| Personnages                         | Thor (2011)       | Thor : Le Monde des ténèbres (2013) | Thor: Ragnarok (2017)                  | Thor: Love and Thunder (2022) |
| ----------------------------------- | ----------------- | ----------------------------------- | -------------------------------------- | ----------------------------- |
| Thor                                | Chris Hemsworth   | Chris Hemsworth                     | Chris Hemsworth                        | Chris Hemsworth               |
| Jane Foster                         | Natalie Portman   | Natalie Portman                     |                                        | Natalie Portman               |
| Loki                                | Tom Hiddleston    | Tom Hiddleston                      | Tom Hiddleston                         |                               |
| Heimdall                            | Idris Elba        | Idris Elba                          | Idris Elba                             |                               |
| Odin                                | Anthony Hopkins   | Anthony Hopkins                     | Anthony Hopkins                        |                               |
| Frigga                              | Rene Russo        | Rene Russo                          |                                        |                               |
| Erik Selvig                         | Stellan Skarsgård | Stellan Skarsgård                   |                                        |                               |
| Darcy Lewis                         | Kat Dennings      | Kat Dennings                        |                                        |                               |
| Sif                                 | Jaimie Alexander  | Jaimie Alexander                    |                                        | Jaimie Alexander              |
| Valkyrie                            |                   |                                     | Tessa Thompson                         | Tessa Thompson                |
| Phil Coulson                        | Clark Gregg       |                                     |                                        |                               |
| Clint Barton                        | Jeremy Renner     |                                     |                                        |                               |
| Nick Fury                           | Samuel L. Jackson |                                     |                                        |                               |
| Steve Rogers / Captain America      |                   | Chris Evans                         |                                        |                               |
| Bruce Banner / Hulk                 |                   |                                     | Mark Ruffalo                           |                               |
| Dr Stephen Strange / Doctor Strange |                   |                                     | Benedict Cumberbatch                   |                               |
| Natasha Romanoff / Black Widow      |                   |                                     | Scarlett Johansson (images d'archives) |                               |
| Peter Quill / Star-Lord             |                   |                                     |                                        | Chris Pratt                   |
| Mantis                              |                   |                                     |                                        | Pom Klementieff               |
| Nébula                              |                   |                                     |                                        | Sean Gunn                     |
| Drax le Destructeur                 |                   |                                     |                                        | Dave Bautista                 |
| Rocket Raccoon                      |                   |                                     |                                        | Bradley Cooper (voix)         |
| Groot                               |                   |                                     |                                        | Vin Diesel (voix)             |

#### Captain America
| Personnages                           | Films                                 | Films                                         | Films                                 | Films                                   |
| Personnages                           | Captain America: First Avenger (2011) | Captain America : Le Soldat de l'hiver (2014) | Captain America: Civil War (2016)     | Captain America: Brave New World (2025) |
| ------------------------------------- | ------------------------------------- | --------------------------------------------- | ------------------------------------- | --------------------------------------- |
| Steve Rogers / Captain America        | Chris Evans                           | Chris Evans                                   | Chris Evans                           |                                         |
| Bucky Barnes / Le Soldat de l'hiver   | Sebastian Stan                        | Sebastian Stan                                | Sebastian Stan                        | Sebastian Stan                          |
| Peggy Carter                          | Hayley Atwell                         | Hayley Atwell                                 | Hayley Atwell (photo)                 |                                         |
| Nick Fury                             | Samuel L. Jackson                     | Samuel L. Jackson                             |                                       |                                         |
| Natasha Romanoff / Black Widow        |                                       | Scarlett Johansson                            | Scarlett Johansson                    |                                         |
| Sam Wilson / Faucon / Captain America |                                       | Anthony Mackie                                | Anthony Mackie                        | Anthony Mackie                          |
| Wanda Maximoff                        |                                       | Elizabeth Olsen                               | Elizabeth Olsen                       |                                         |
| Clint Barton                          |                                       | Jeremy Renner (scènes coupées)                | Jeremy Renner                         |                                         |
| Vif-Argent                            |                                       | Aaron Taylor-Johnson                          | Aaron Taylor-Johnson (scènes coupées) |                                         |
| Maria Hill                            |                                       | Cobie Smulders                                |                                       |                                         |
| Sharon Carter / Agent 13              |                                       | Emily VanCamp                                 | Emily VanCamp                         |                                         |
| Tony Stark / Iron Man                 |                                       |                                               | Robert Downey Jr.                     |                                         |
| James Rhodes / War Machine            |                                       |                                               | Don Cheadle                           |                                         |
| T'Challa / Black Panther              |                                       |                                               | Chadwick Boseman                      |                                         |
| Peter Parker / Spider-Man             |                                       |                                               | Tom Holland                           |                                         |
| Scott Lang / Ant-Man                  |                                       |                                               | Paul Rudd                             |                                         |
| Vision                                |                                       |                                               | Paul Bettany                          |                                         |
| Bruce Banner / Hulk                   |                                       |                                               | Mark Ruffalo (images d'archives)      | Mark Ruffalo (scènes coupées)           |
| Joaquin Torres / Falcon               |                                       |                                               |                                       | Danny Ramirez                           |

#### Avengers
| Personnages                         | Films                   | Films                            | Films                         | Films                    |
| Personnages                         | Avengers (2012)         | Avengers : L'Ère d'Ultron (2015) | Avengers: Infinity War (2018) | Avengers: Endgame (2019) |
| ----------------------------------- | ----------------------- | -------------------------------- | ----------------------------- | ------------------------ |
| Tony Stark / Iron Man               | Robert Downey Jr.       | Robert Downey Jr.                | Robert Downey Jr.             | Robert Downey Jr.        |
| Steve Rogers / Captain America      | Chris Evans             | Chris Evans                      | Chris Evans                   | Chris Evans              |
| Thor                                | Chris Hemsworth         | Chris Hemsworth                  | Chris Hemsworth               | Chris Hemsworth          |
| Bruce Banner / Hulk                 | Mark Ruffalo            | Mark Ruffalo                     | Mark Ruffalo                  | Mark Ruffalo             |
| Natasha Romanoff / Black Widow      | Scarlett Johansson      | Scarlett Johansson               | Scarlett Johansson            | Scarlett Johansson       |
| Nick Fury                           | Samuel L. Jackson       | Samuel L. Jackson                | Samuel L. Jackson             | Samuel L. Jackson        |
| Maria Hill                          | Cobie Smulders          | Cobie Smulders                   | Cobie Smulders                | Cobie Smulders           |
| Loki                                | Tom Hiddleston          | Tom Hiddleston (scènes coupées)  | Tom Hiddleston                | Tom Hiddleston           |
| Pepper Potts                        | Gwyneth Paltrow         |                                  | Gwyneth Paltrow               | Gwyneth Paltrow          |
| James Rhodes / War Machine          |                         | Don Cheadle                      | Don Cheadle                   | Don Cheadle              |
| Peggy Carter                        | Hayley Atwell (voix)    | Hayley Atwell                    |                               | Hayley Atwell            |
| Vision                              |                         | Paul Bettany                     | Paul Bettany                  |                          |
| Sam Wilson / Faucon                 |                         | Anthony Mackie                   | Anthony Mackie                | Anthony Mackie           |
| Wanda Maximoff                      |                         | Elizabeth Olsen                  | Elizabeth Olsen               | Elizabeth Olsen          |
| Clint Barton                        | Jeremy Renner           | Jeremy Renner                    |                               | Jeremy Renner            |
| Vif-Argent                          |                         | Aaron Taylor-Johnson             |                               |                          |
| Heimdall                            |                         | Idris Elba                       | Idris Elba                    |                          |
| Dr Stephen Strange / Doctor Strange |                         |                                  | Benedict Cumberbatch          | Benedict Cumberbatch     |
| Bucky Barnes                        |                         |                                  | Sebastian Stan                | Sebastian Stan           |
| Peter Parker / Spider-Man           |                         |                                  | Tom Holland                   | Tom Holland              |
| T'Challa / Black Panther            |                         |                                  | Chadwick Boseman              | Chadwick Boseman         |
| Peter Quill / Star-Lord             |                         |                                  | Chris Pratt                   | Chris Pratt              |
| Gamora                              |                         |                                  | Zoe Saldana                   | Zoe Saldana              |
| Drax le Destructeur                 |                         |                                  | Dave Bautista                 | Dave Bautista            |
| Nébula                              |                         |                                  | Karen Gillan                  | Karen Gillan             |
| Rocket Raccoon                      |                         |                                  | Bradley Cooper (voix)         | Bradley Cooper (voix)    |
| Groot                               |                         |                                  | Vin Diesel (voix)             | Vin Diesel (voix)        |
| Mantis                              |                         |                                  | Pom Klementieff               | Pom Klementieff          |
| Shuri                               |                         |                                  | Letitia Wright                | Letitia Wright           |
| Okoye                               |                         |                                  | Danai Gurira                  | Danai Gurira             |
| Scott Lang / Ant-Man                |                         |                                  |                               | Paul Rudd                |
| Carol Danvers / Captain Marvel      |                         |                                  |                               | Brie Larson              |
| Hope van Dyne / La Guêpe            |                         |                                  |                               | Evangeline Lilly         |
| Valkyrie                            |                         |                                  |                               | Tessa Thompson           |
| Jane Foster                         | Natalie Portman (photo) |                                  |                               | Natalie Portman          |

#### Les Gardiens de la Galaxie
| Personnages             | Films                             | Films                                    | Films                                    |
| Personnages             | Les Gardiens de la Galaxie (2014) | Les Gardiens de la Galaxie Vol. 2 (2017) | Les Gardiens de la Galaxie Vol. 3 (2023) |
| ----------------------- | --------------------------------- | ---------------------------------------- | ---------------------------------------- |
| Peter Quill / Star-Lord | Chris Pratt                       | Chris Pratt                              | Chris Pratt                              |
| Gamora                  | Zoe Saldana                       | Zoe Saldana                              | Zoe Saldana                              |
| Drax le Destructeur     | Dave Bautista                     | Dave Bautista                            | Dave Bautista                            |
| Rocket Raccoon          | Bradley Cooper (voix)             | Bradley Cooper (voix)                    | Bradley Cooper (voix)                    |
| Groot                   | Vin Diesel (voix)                 | Vin Diesel (voix)                        | Vin Diesel (voix)                        |
| Nébula                  | Karen Gillan                      | Karen Gillan                             | Karen Gillan                             |
| Kraglin                 | Sean Gunn                         | Sean Gunn                                | Sean Gunn                                |
| Mantis                  |                                   | Pom Klementieff                          | Pom Klementieff                          |
| Yondu Udonta            | Michael Rooker                    | Michael Rooker                           |                                          |
| Ayesha                  |                                   | Elizabeth Debicki                        | Elizabeth Debicki                        |
| Stakar Ogord / Starhawk |                                   | Sylvester Stallone                       | Sylvester Stallone                       |
| Adam Warlock            |                                   |                                          | Will Poulter                             |
| Cosmo                   |                                   |                                          | Maria Bakalova (voix)                    |

#### Doctor Strange
| Personnages                         | Films                 | Films                                              |
| Personnages                         | Doctor Strange (2016) | Doctor Strange in the Multiverse of Madness (2022) |
| ----------------------------------- | --------------------- | -------------------------------------------------- |
| Dr Stephen Strange / Doctor Strange | Benedict Cumberbatch  | Benedict Cumberbatch                               |
| Wong                                | Benedict Wong         | Benedict Wong                                      |
| Mordo                               | Chiwetel Ejiofor      | Chiwetel Ejiofor                                   |
| Christine Palmer                    | Rachel McAdams        | Rachel McAdams                                     |
| l'Ancien                            | Tilda Swinton         |                                                    |
| Thor                                | Chris Hemsworth       |                                                    |
| Wanda Maximoff / Scarlet Witch      |                       | Elizabeth Olsen                                    |
| America Chavez                      |                       | Xochitl Gomez                                      |

#### Spider-Man
| Personnages                         | Films                         | Films                            | Films                          |
| Personnages                         | Spider-Man: Homecoming (2017) | Spider-Man: Far From Home (2019) | Spider-Man: No Way Home (2021) |
| ----------------------------------- | ----------------------------- | -------------------------------- | ------------------------------ |
| Peter Parker / Spider-Man           | Tom Holland                   | Tom Holland                      | Tom Holland                    |
| Ned Leeds                           | Jacob Batalon                 | Jacob Batalon                    | Jacob Batalon                  |
| Michelle « M. J. » Jones-Watson     | Zendaya                       | Zendaya                          | Zendaya                        |
| May Parker                          | Marisa Tomei                  | Marisa Tomei                     | Marisa Tomei                   |
| Flash Thompson                      | Tony Revolori                 | Tony Revolori                    | Tony Revolori                  |
| Happy Hogan                         | Jon Favreau                   | Jon Favreau                      | Jon Favreau                    |
| Tony Stark / Iron Man               | Robert Downey Jr.             | Robert Downey Jr.                |                                |
| Steve Rogers / Captain America      | Chris Evans                   |                                  |                                |
| Pepper Potts                        | Gwyneth Paltrow               |                                  |                                |
| Nick Fury                           |                               | Samuel L. Jackson                | Mentionné                      |
| Maria Hill                          |                               | Cobie Smulders                   |                                |
| J. Jonah Jameson                    |                               | J. K. Simmons                    | J. K. Simmons                  |
| Dr Stephen Strange / Doctor Strange |                               |                                  | Benedict Cumberbatch           |

#### Ant-Man
| Personnages              | Films              | Films                      | Films                                    |
| Personnages              | Ant-Man (2015)     | Ant-Man et la Guêpe (2018) | Ant-Man and the Wasp: Quantumania (2023) |
| ------------------------ | ------------------ | -------------------------- | ---------------------------------------- |
| Scott Lang / Ant-Man     | Paul Rudd          | Paul Rudd                  | Paul Rudd                                |
| Hope van Dyne / La Guêpe | Evangeline Lilly   | Evangeline Lilly           | Evangeline Lilly                         |
| Henry Pym                | Michael Douglas    | Michael Douglas            | Michael Douglas                          |
| Janet Van Dyne           | Hayley Lovitt      | Michelle Pfeiffer          | Michelle Pfeiffer                        |
| Cassandra Lang           | Abby Ryder Fortson | Abby Ryder Fortson         | Kathryn Newton                           |
| Fantôme                  |                    | Hannah John-Kamen          |                                          |

#### Captain Marvel
| Personnages                    | Films                 | Films              | Films |
| Personnages                    | Captain Marvel (2019) | The Marvels (2023) |       |
| ------------------------------ | --------------------- | ------------------ | ----- |
| Carol Danvers / Captain Marvel | Brie Larson           | Brie Larson        |       |
| Monica Rambeau                 | Akira Akbar           | Teyonah Parris     |       |
| Nick Fury                      | Samuel L. Jackson     | Samuel L. Jackson  |       |
| Natasha Romanoff / Black Widow | Scarlett Johansson    |                    |       |
| James Rhodes / War Machine     | Don Cheadle           |                    |       |
| Kamala Khan / Ms. Marvel       |                       | Iman Vellani       |       |
| Kate Bishop / Hawkeye          |                       | Hailee Steinfeld   |       |

### Séries
La liste ci-dessous recense les membres des équipes des Vengeurs dans les comics introduits dans les différentes séries télévisées et de plateformes de visionnages liées à l'Univers cinématographique Marvel.

#### Introduits dans les sériesABC

##### Introduits dansMarvel: Les Agents du SHIELD
Personnage principal
- Skye puis Quake / Daisy Johnson

Personnage principal saisons 2 et 3 introduit dans la saison 2
- Oiseau Moqueur (Mockingbird) / Barbara « Bobbi » Morse

Personnage récurrent introduit dans la saison 4
- Ghost Rider / Robbie Reyes

##### Introduit dansInhumans
Personnage principal
- Flèche noire (Black Bolt) / Blackagar Boltagon
- Médusa (Medusa) / Medusalith Amaquelin-Boltagon

#### Introduits dans les sériesNetflix

##### Introduits dansDaredevil
Personnages principaux
- Daredevil /  Matthew Michael « Matt » Murdock
- Elektra / Elektra Natchios
- Le Tireur (Bullseye) / Benjamin « Dex » Poindexter

##### Introduits dansJessica Jones
Personnages principaux
- Jessica Jones /  Jessica Jones
- Patricia « Trish » Walker / Patsy Walker
- Luke Cage  / Carl Lucas

##### Introduite dansLuke Cage
Personnage principal
- Tilda Johnson (en) / Tilda Johnson

##### Introduit dansIron Fist
Personnage principal
- Iron Fist / Danny Rand

##### Introduit dansThe Punisher
Personnage principal
- Punisher / Frank Castle

#### Introduits dans les sériesDisney+

##### Introduit dansThe Falcon and the Winter Soldier
Personnage principal
- U.S. Agent /  John Walker

##### Introduit dansHawkeye
Personnage principal
- Veuve noir /  Yelena Belova
- Hawkeye / Kate Bishop

##### Introduite dansShe-Hulk
Personnage principal
- Miss Hulk /  Jennifer Walters

##### Introduite dansMs. Marvel
Personnage principal
- Miss Marvel /  Kamala Khan

##### Introduit dansMoon Knight
Personnage principal
- Moon Knight /  Marc Spector